# Sergei Mikhailovitch Prokudin-Gorski
Sergei Mikhailovitch Prokudin-Gorski (em russo: Сергeй Миха́йлович Прокудин-Горский; 30 de agosto de 1863 - 27 de setembro de 1944) foi um fotógrafo russo que se dedicou sua carreira ao avanço da fotografia. Nasceu em Funicova Gora, no Oblast de Vladimir, Rússia, em 1863 e formou-se químico. Estudou com renomeados cientistas em São Petersburgo, Berlim e Paris, desenvolvendo as técnicas para as primeiras fotografia a cores.
Dos seus resultados surgiram as primeiras patentes de filmes positivos a cores e de projecção de filmes com movimento. Em 1905 Prokudin-Gorski concebeu o grande projecto de documentar, com fotografias a cores, a enorme diversidade de história, cultura e avanços do Império russo, para ser utilizado nas escolas do Império.
O seu processo utilizava uma câmara que tomava uma série de fotos monocromáticas em sequência muito rápida, cada uma através de um filtro de cor diferente. Ao projectar as três fotos monocromáticas com luz da cor adequada era possível reconstruir a cena com as cores originais. No entanto, não dispunha de mecanismo para realizar impressões das fotos assim obtidas.
Para o seu projecto, o Czar Nicolau II pôs à disposição de Prokudin-Gorski, um vagão de comboio equipado com uma câmara escura e os consumos necessários. Igualmente obteve todas as permissões para visitar áreas de acesso restrito e contar com o apoio da burocracia do Império. Assim equipado, Prokudin-Gorski percorreu o império entre 1909 e 1915, documentando-o com imagens e dando a conhecer a magnitude deste aos seus habitantes.
Em 1918 Prokudin-Gorski deixa a Rússia. Depois de saber da morte do Czar e da sua família, estabelece-se em Paris, onde morreu em 1944.
A Biblioteca do Congresso dos Estados Unidos comprou, em 1948, as imagens aos seus herdeiros e, em 2001, organizou a exposição O Império que foi Rússia. Para essa ocasião realizou-se a cópia digital das suas imagens a partir dos três originais monocromáticos de cada foto.

## Biografia

### Vida pregressa
Prokudin-Gorski nasceu em Murom, na propriedade ancestral de Funikova Gora, no que é agora o distrito de Kirjatchski, Oblast de Vladimir. Seus pais eram da nobreza russa e a família tinha uma longa história militar. Eles se mudaram para São Petersburgo, onde Prokudin-Gorski se matriculou no Instituto Estadual de Tecnologia de São Petersburgo para estudar química sob Dmitri Mendeleev. Ele também estudou música e pintura na Academia Imperial de Artes.

### Casamento e carreira em fotografia
Em 1890, Prokudin-Gorski casou-se com Anna Aleksandrovna Lavrova, e mais tarde o casal teve dois filhos, Mikhail e Dmitri, e uma filha, Ekaterina.. Anna era filha do industrial russo Aleksandr Stepanovich Lavrov, um membro ativo da Sociedade Técnica Imperial Russa (IRTS). Prokudin-Gorski posteriormente se tornou o diretor do conselho executivo das usinas de metal de Lavrov, perto de São Petersburgo, e permaneceu assim até a Revolução de Outubro. Ele também se juntou à mais antiga sociedade fotográfica da Rússia, a seção de fotografia do IRTS, apresentando trabalhos e palestras sobre a ciência da fotografia. Em 1901, ele estabeleceu um estúdio e laboratório de fotografia em São Petersburgo. Em 1902, ele viajou para Berlim e passou seis semanas estudando sensibilização e fotografia em três cores com o professor de fotoquímica Adolf Miethe, o praticante mais avançado da Alemanha na época. Ao longo dos anos, o trabalho fotográfico, publicações e apresentações de slides de Prokudin-Gorski para outros cientistas e fotógrafos na Rússia, Alemanha e França lhe renderam elogios, e em 1906 ele foi eleito presidente da seção de fotografia IRTS e editor do principal jornal de fotografia da Rússia, o Fotograf-Liubitel. Gorski foi membro da Royal Photographic Society entre 1920 e 1932.

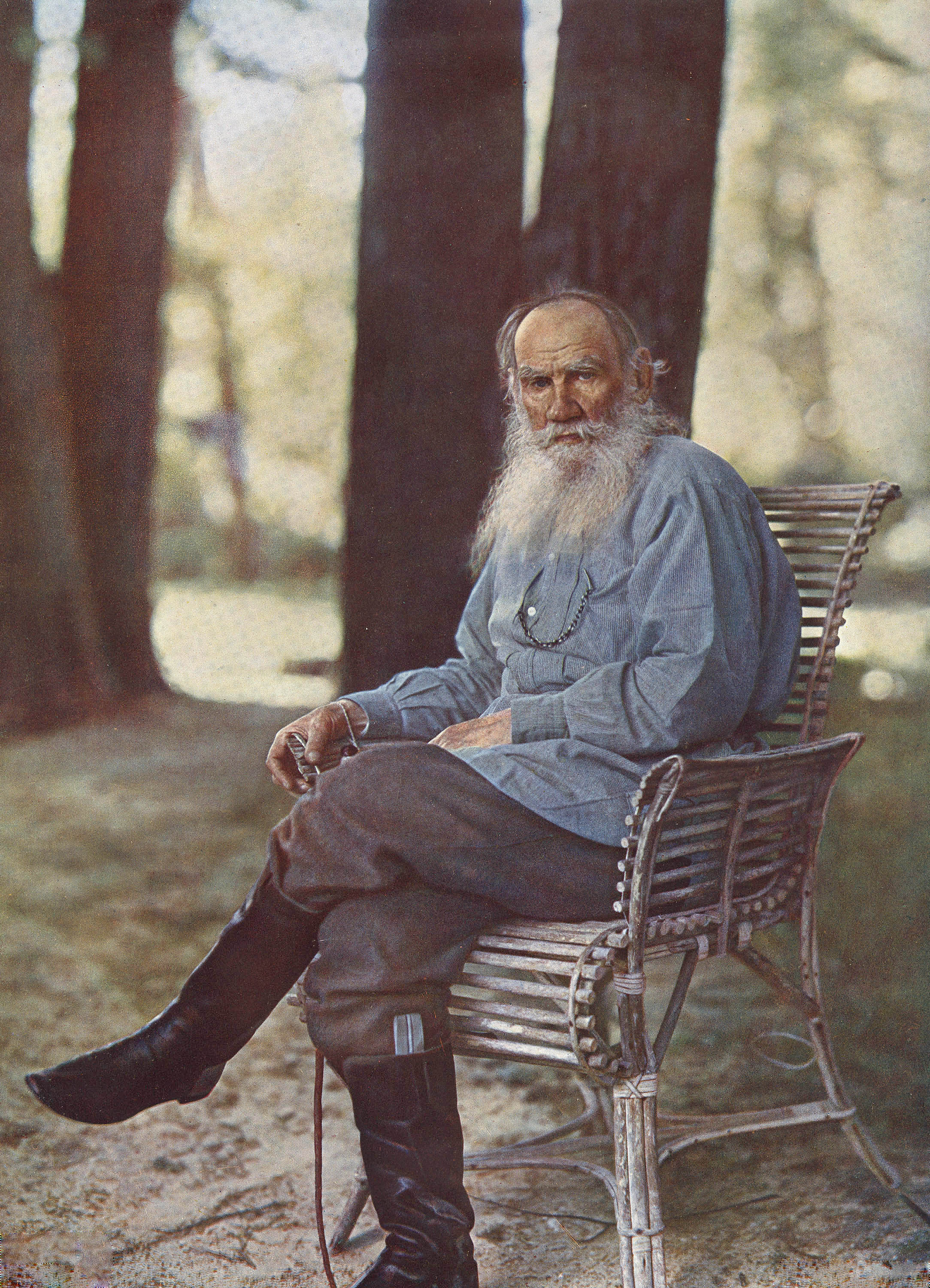
Gravura de litografia de Liev Tolstói em frente à câmera de Prokudin-Gorski em Iasnaia Poliana, 1908

Talvez o trabalho mais conhecido de Prokudin-Gorski durante sua vida tenha sido seu retrato colorido de Liev Tolstói, que foi reproduzido em várias publicações, em cartões postais e como impressões maiores para enquadramento. A fama dessa foto e suas fotos anteriores da natureza e dos monumentos da Rússia lhe renderam convites para mostrar seu trabalho ao grão-duque russo Michael Alexandrovich e à imperatriz Maria Feodorovna em 1908, e ao czar Nicolau II e sua família em 1909. O czar desfrutou da demonstração e, com sua benção, Prokudin-Gorski obteve permissão e financiamento para documentar a Rússia em cores. Ao longo de dez anos, ele fez uma coleção de 10 mil fotos. Prokudin-Gorski considerou o projeto o trabalho de sua vida e continuou suas viagens fotográficas pela Rússia até depois da Revolução de Outubro. Ele foi nomeado para uma nova cátedra sob o novo regime, mas deixou o país em agosto de 1918. Ele ainda prosseguiu o trabalho científico em fotografia colorida, publicou artigos em jornais de fotografia em inglês e, junto com seu colega S. O. Maksimovich, obteve patentes na Alemanha, Inglaterra, França e Itália.

### Vida posterior e morte
Em 1920, Prokudin-Gorski se casou novamente e teve uma filha com sua assistente Maria Fedorovna, nascida Schedrimo. A família finalmente se estabeleceu em Paris em 1922, reunindo-se com sua primeira esposa e filhos. Prokudin-Gorski montou um estúdio fotográfico lá junto com seus três filhos adultos, nomeando-o segundo sua quarto criança, Elka. Na década de 1930, o idoso Prokudin-Gorski continuou com palestras mostrando suas fotografias da Rússia para jovens russos na França, mas interrompeu o trabalho comercial e deixou o estúdio para seus filhos, que o chamaram de Gorski Frères. Ele morreu em Paris em 27 de setembro de 1944, um mês após a Libertação de Paris. Ele está enterrado no cemitério russo de Sainte-Geneviève-des-Bois.

## Técnica de fotografia

### Princípio de três cores

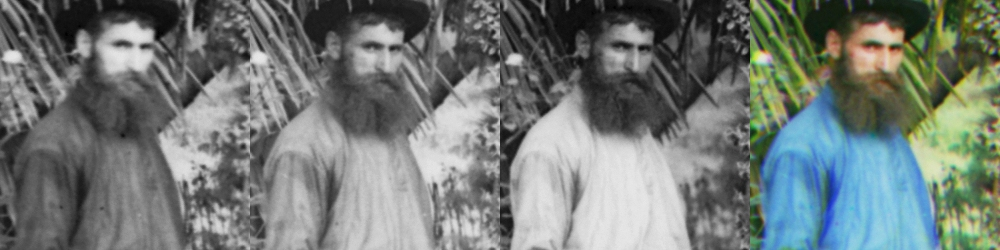
Corte de Alleia Hamerops mostrando os canais de cores vermelho, verde e azul, bem como a imagem composta

O método de fotografia colorida usado por Prokudin-Gorski foi sugerido pela primeira vez por James Clerk Maxwell em 1855 e demonstrado em 1861, mas bons resultados não eram possíveis com os materiais fotográficos disponíveis na época. Imitando a maneira como um olho humano normal percebe a cor, o espectro visível das cores foi dividido em três canais de informação, capturando-o na forma de três fotografias em preto e branco, uma tirada através de um filtro vermelho, outra através de um filtro verde e uma através de um filtro azul. As três fotografias resultantes podiam ser projetadas através de filtros das mesmas cores e sobrepostas exatamente em uma tela, sintetizando a faixa original de cores de maneira aditiva; ou visualizada como uma imagem colorida aditiva por uma pessoa de cada vez através de um dispositivo óptico conhecido genericamente como cromoscópio ou fotocromoscópio, que continha filtros coloridos e refletores transparentes que combinavam visualmente os três em uma imagem colorida; ou usadas para fazer impressões fotográficas ou mecânicas nas cores complementares ciano, magenta e amarelo, que, quando sobrepostas, reconstituíam a cor subtraidamente.

## Documentário do Império Russo
Por volta de 1905, Prokudin-Gorski concebeu e formulou um plano para usar os avanços tecnológicos emergentes que foram feitos na fotografia em cores para documentar sistematicamente o Império Russo. Por meio de um projeto tão ambicioso, seu objetivo final era educar os alunos da Rússia com suas "projeções de cores ópticas" da vasta e diversificada história, cultura e modernização do império.
Equipado com uma câmara escura de vagão especialmente equipada, fornecida pelo czar Nicolau II e na posse de duas permissões que lhe concederam acesso a áreas restritas e cooperação da burocracia do império, Prokudin-Gorski documentou o Império Russo entre 1909 e 1915. Ele conduziu muitas palestras ilustradas de seu trabalho. Suas fotografias oferecem um retrato vívido de um mundo perdido — o Império Russo na véspera da I Guerra Mundial e a Revolução Russa próxima. Seus assuntos variaram das igrejas e mosteiros medievais da antiga Rússia, às ferrovias e fábricas de uma potência industrial emergente, à vida cotidiana e ao trabalho da população diversificada da Rússia.
Estima-se, a partir do inventário pessoal de Prokudin-Gorski, que antes de deixar a Rússia, ele tinha cerca de 3,5 mil negativos. Ao deixar o país e exportar todo o seu material fotográfico, cerca de metade das fotos foram confiscadas pelas autoridades russas por conterem material que consideravam estrategicamente sensíveis para a Rússia em período de guerra. Segundo as anotações de Prokudin-Gorski, as fotos deixadas para trás não eram do interesse do público em geral. Alguns dos negativos de Prokudin-Gorski foram distribuídos e alguns ele escondeu em sua partida. Fora da coleção da Biblioteca do Congresso, nenhum foi encontrado ainda.
Na época da morte de Prokudin-Gorski, o czar e sua família já haviam sido executados durante a Revolução Russa, e o domínio comunista havia sido estabelecido sobre o que antes era o Império Russo. As caixas sobreviventes de álbuns de fotos e frágeis placas de vidro nos quais os negativos foram gravados foram finalmente armazenadas no porão de um prédio parisiense, e a família estava preocupada com o fato de elas serem danificados. A Biblioteca do Congresso dos Estados Unidos comprou o material dos herdeiros de Prokudin-Gorski em 1948 por US$ 3 500–US$ 5 000, por iniciativa de um pesquisador que investigava seu paradeiro. A biblioteca contou 1 902 negativos e 710 álbuns sem negativos correspondentes na coleção.

## Renderização digital em cores

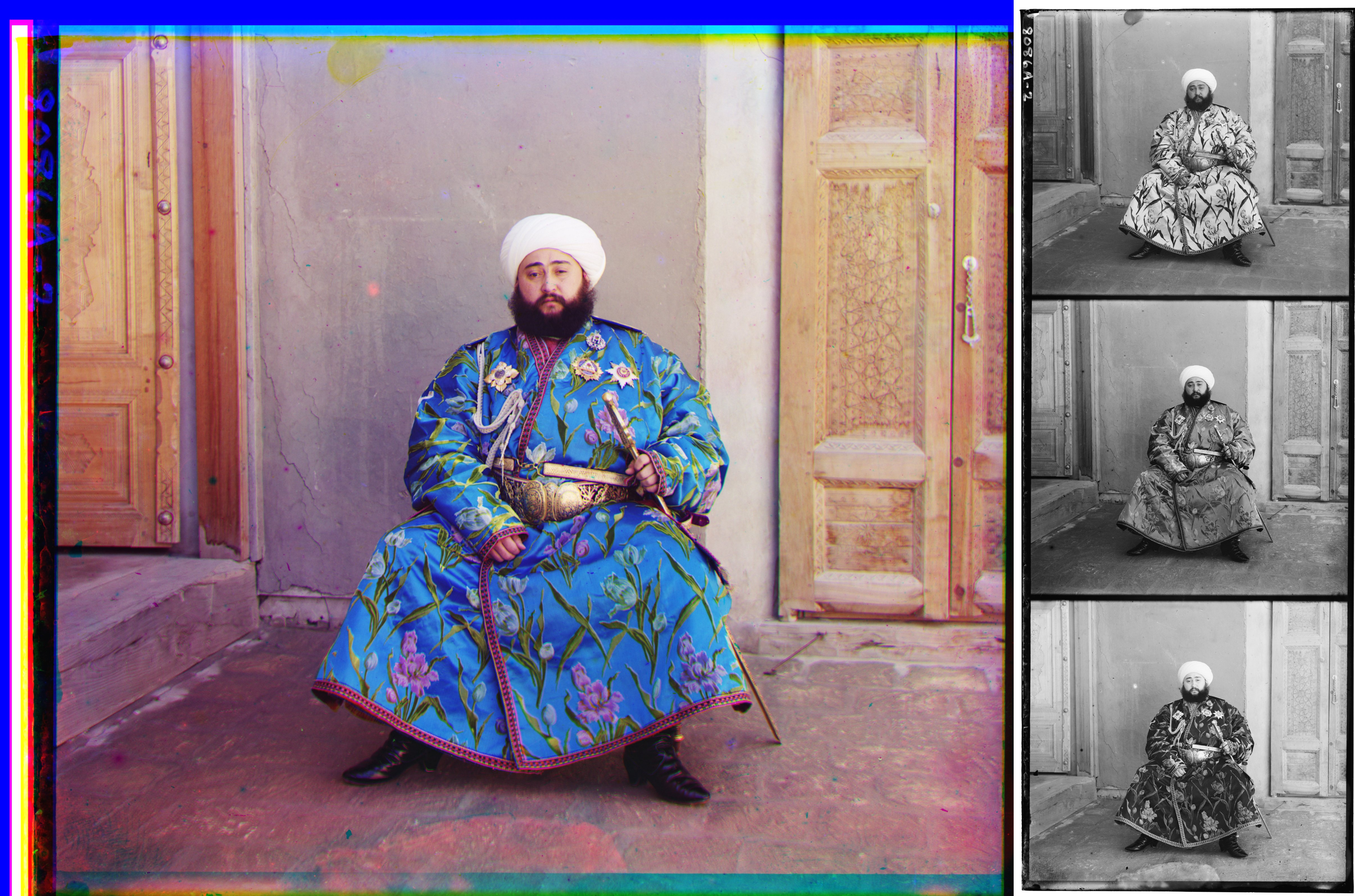
Composto de cores simples e intocado de Alim Cã, emir de Bucara, 1911. À direita, o triplo negativo original no vidro, mostrado aqui de forma positiva. Prokudin-Gorski fotografou as imagens superior, média e inferior através de filtros azul, verde e vermelho.

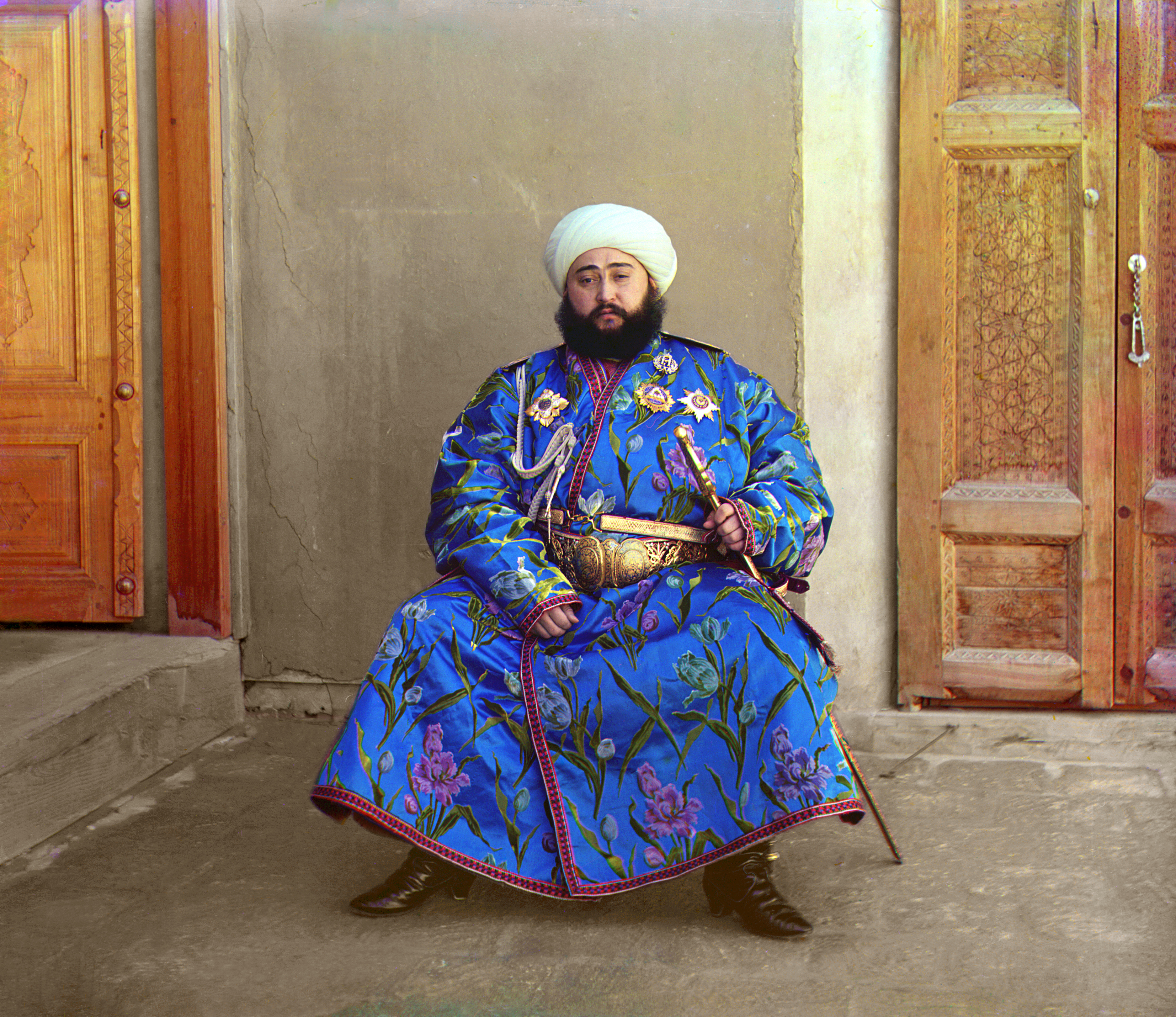
Versão de "digicromatografia"

Devido aos processos muito especializados e intensivos em mão-de-obra necessários para fazer impressões fotográficas em cores dos negativos, apenas cerca de cem das imagens foram usadas em exposições, livros e artigos acadêmicos durante o meio século após a aquisição da Biblioteca do Congresso. Sua maior exposição foi no livro de mesa de café de 1980 Photographs for the Tsar: The Pioneering Color Photography of Sergei Mikhailovich Prokudin-Gorski Commissioned by Tsar Nicholas II, no qual as imagens coloridas são meio-tons de tinta-sobre-papel amarela, magenta e ciana combinados, produzidos em massa com uma impressora multicolorida da maneira usual.
Foi somente com o advento do processamento digital de imagens que várias imagens puderam ser rápida e facilmente combinadas em uma. A Biblioteca do Congresso empreendeu um projeto em 2000 para fazer digitalizações de todo o material fotográfico recebido dos herdeiros de Prokudin-Gorski e contratou o fotógrafo Walter Frankhauser para combinar os negativos monocromáticos em imagens coloridas. Ele criou 122 renderizações em cores usando um método que ele chamou de digicromatografia e comentou que cada imagem levava-lhe cerca de seis a sete horas para alinhar, limpar e corrigir as cores. Em 2001, a Biblioteca do Congresso produziu uma exposição a partir delas, The Empire That Was Russia: The Prokudin-Gorski Photographic Record Recreated. As fotografias foram objeto de muitas outras exposições na área em que Prokudin-Gorski tirou suas fotos.
Em 2004, a Biblioteca do Congresso contratou o cientista da computação Blaise Agüera y Arcas para produzir um composto de cores automatizado de cada um dos 1 902 negativos a partir das imagens digitais de alta resolução dos negativos em placas de vidro. Ele aplicou algoritmos para compensar as diferenças entre as exposições e os compostos de cores preparados de todos os negativos da coleção. Como a biblioteca oferece as imagens de alta resolução dos negativos livremente na Internet, muitos outros criaram suas próprias representações de cores das fotos e elas se tornaram uma bancada de teste favorita para cientistas da computação.

## Galeria
Algumas das fotografias de Sergei Prokudin-Gorski, processadas digitalmente, disponibilizadas pela Biblioteca do Congresso: 

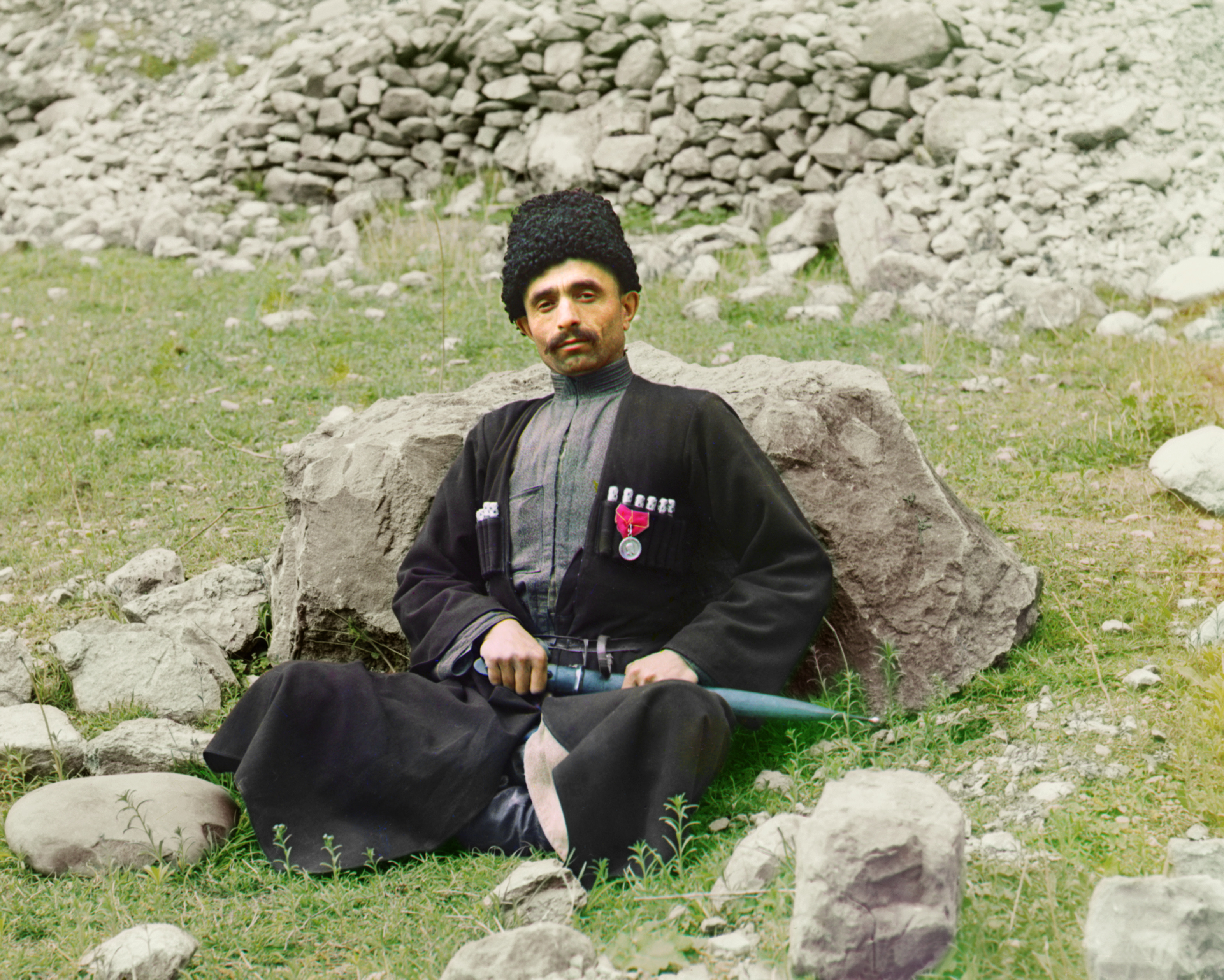
Muçulmano sunita daguestani, 1904
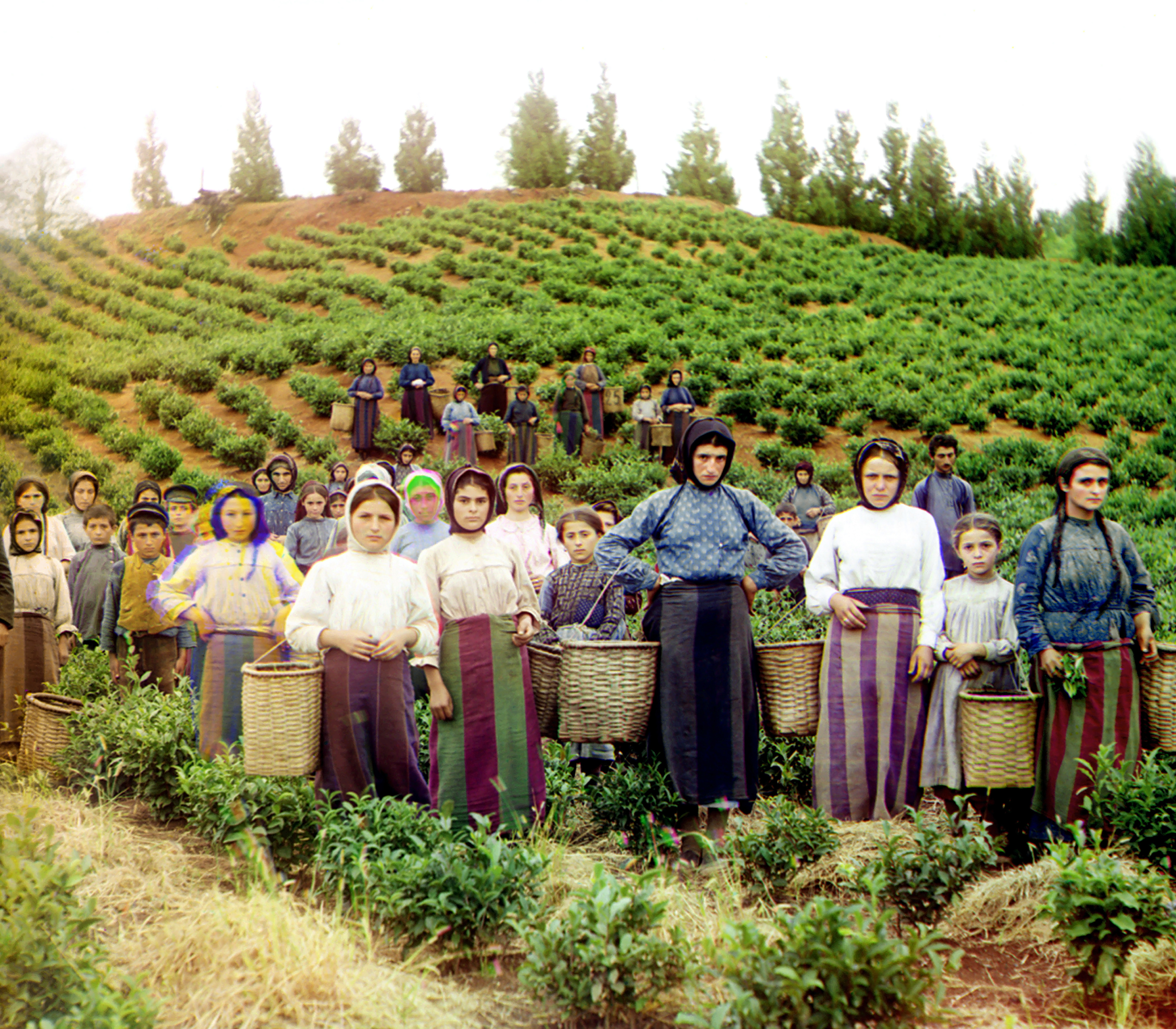
Mulheres e crianças gregas colhendo chá em Chakvi, Geórgia, circa 1905–1915
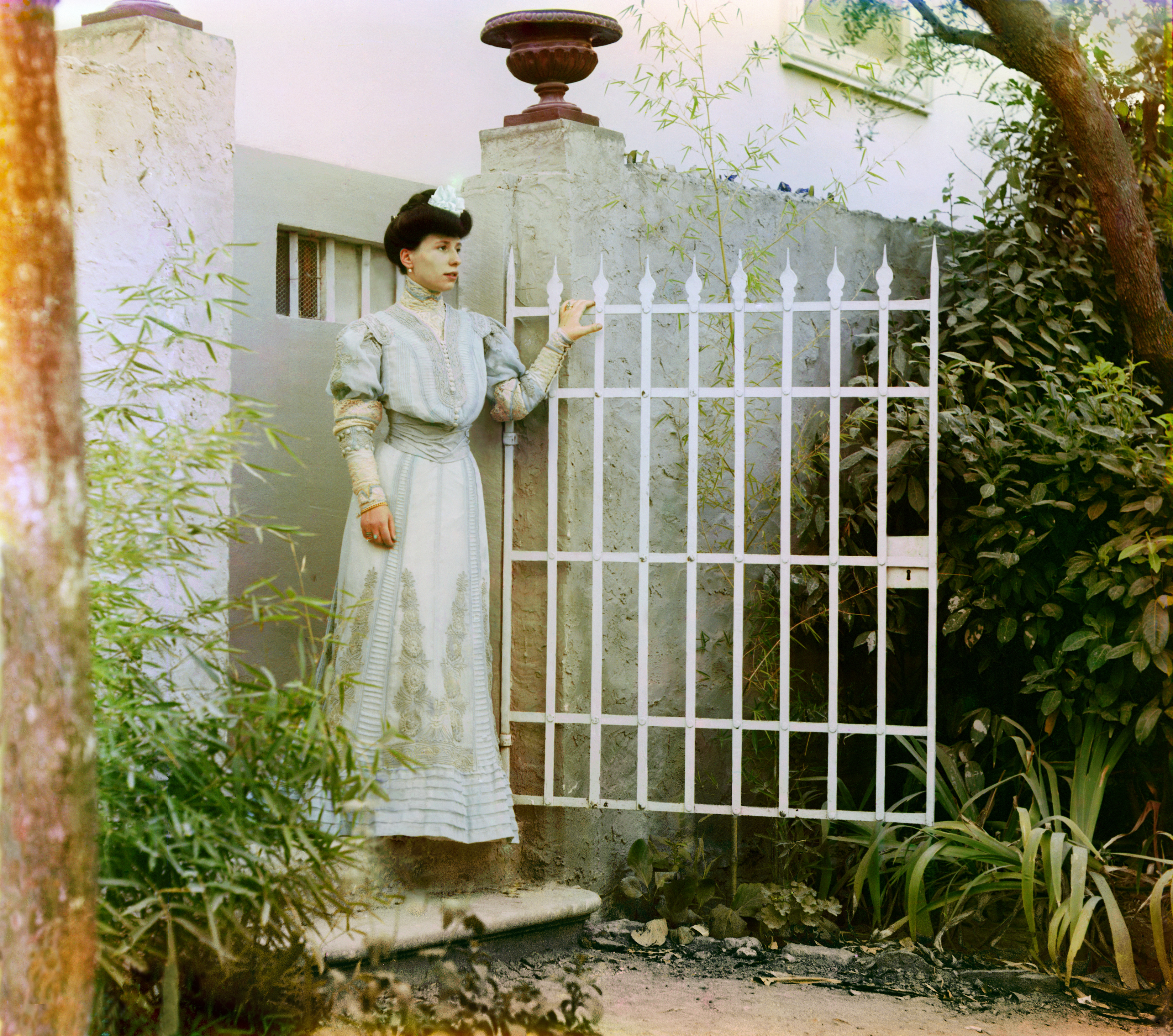
Mulher italiana em vestido formal, em pose, parada perto do portão, circa 1905–1915
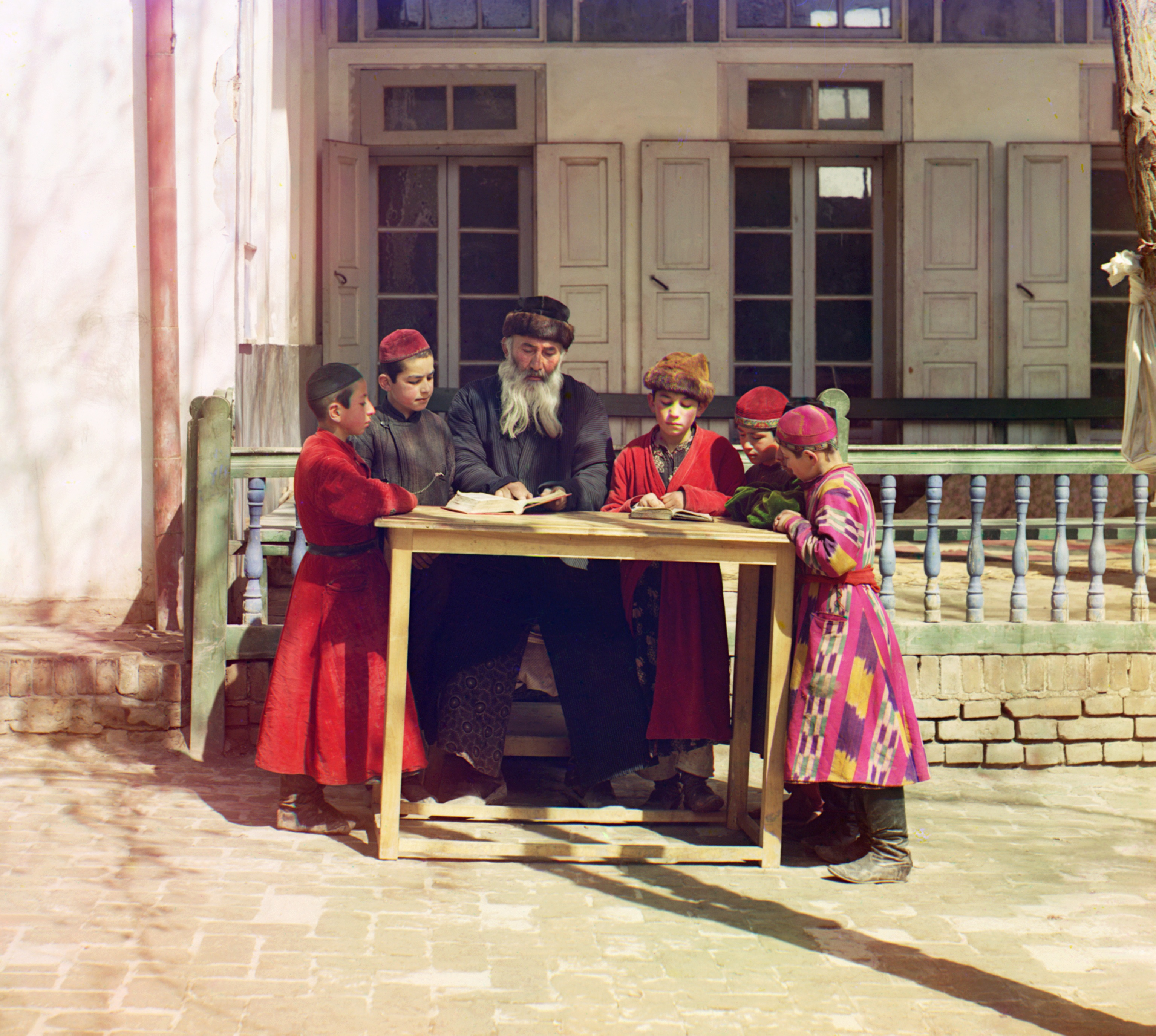
Crianças judias com seu professor em Samarcanda, circa 1905–1915
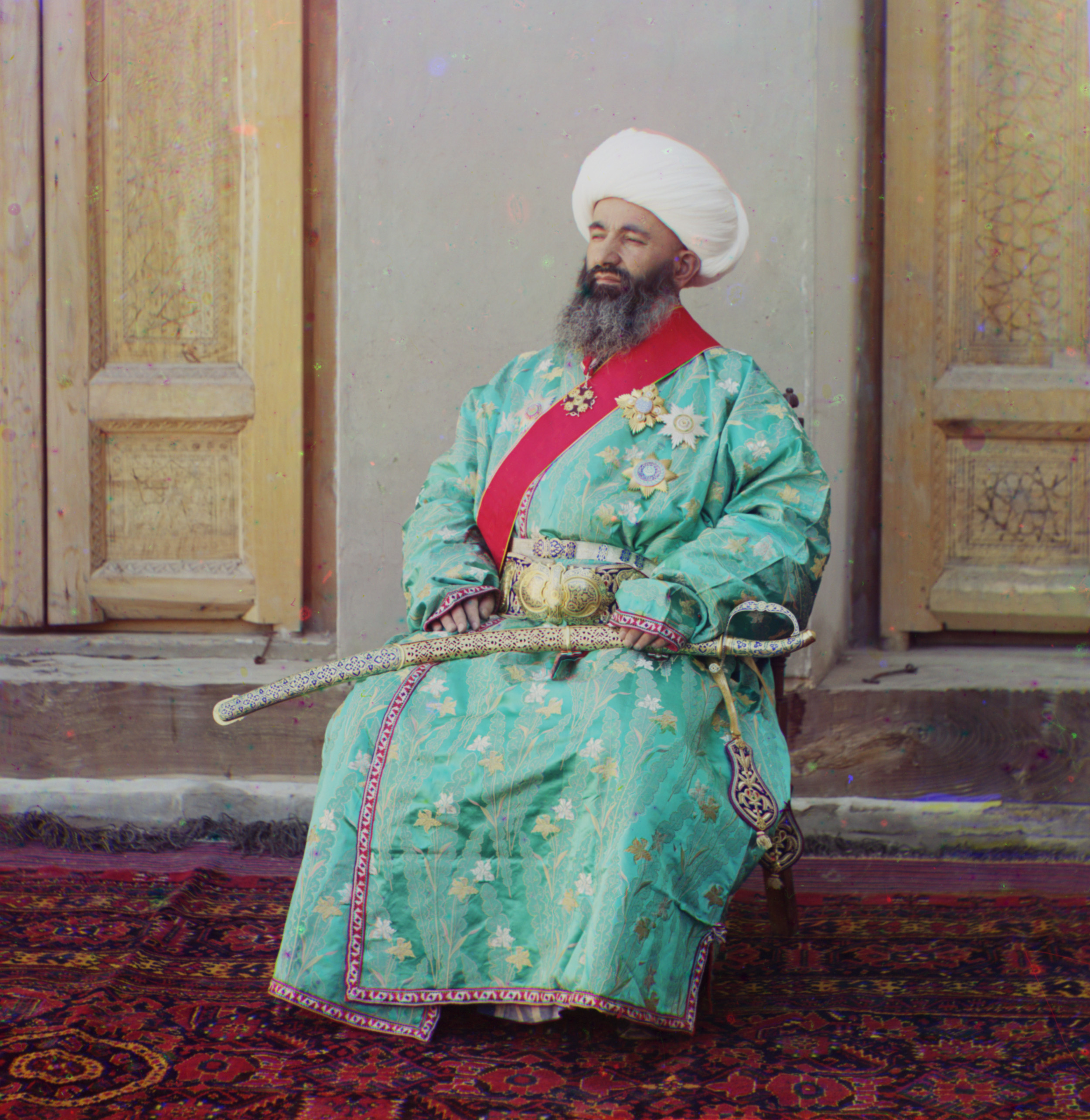
Ministro do Interior, Bucara, circa 1905–1915
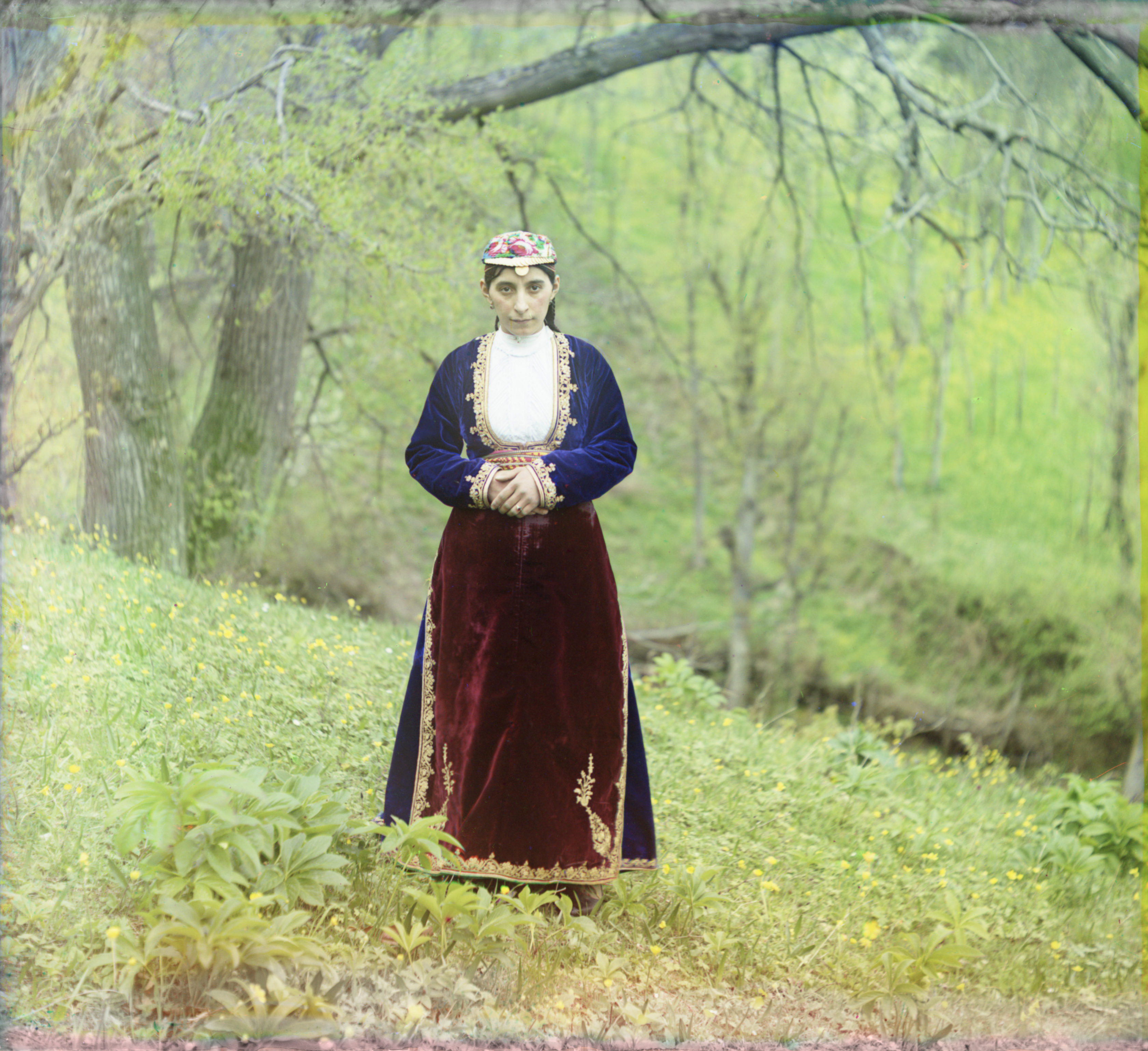
Mulher armênia em traje nacional perto de Artvin (então no Império Russo, agora na Turquia), por volta de 1905–1915
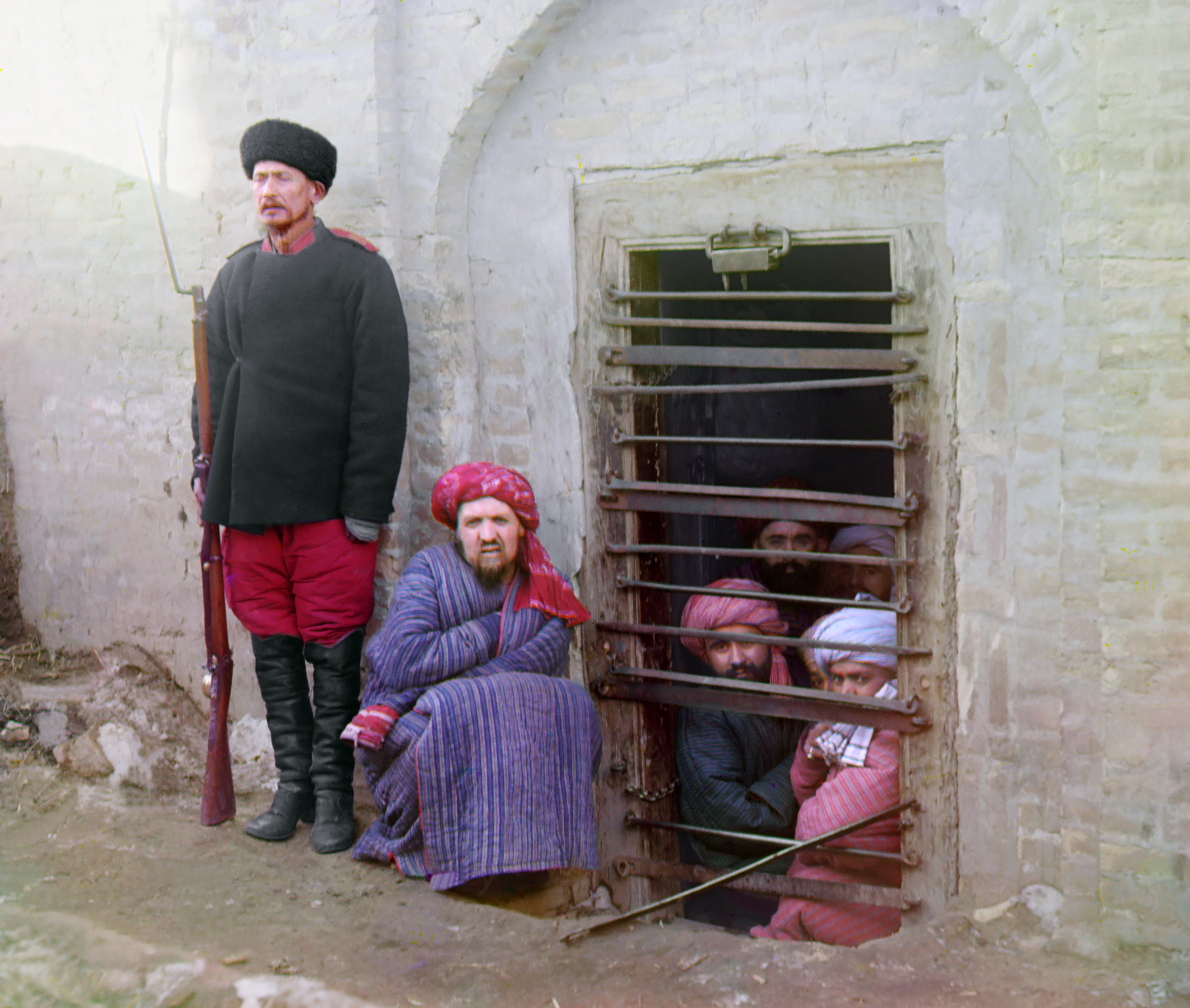
Zindan (prisão) em Bucara, 1907
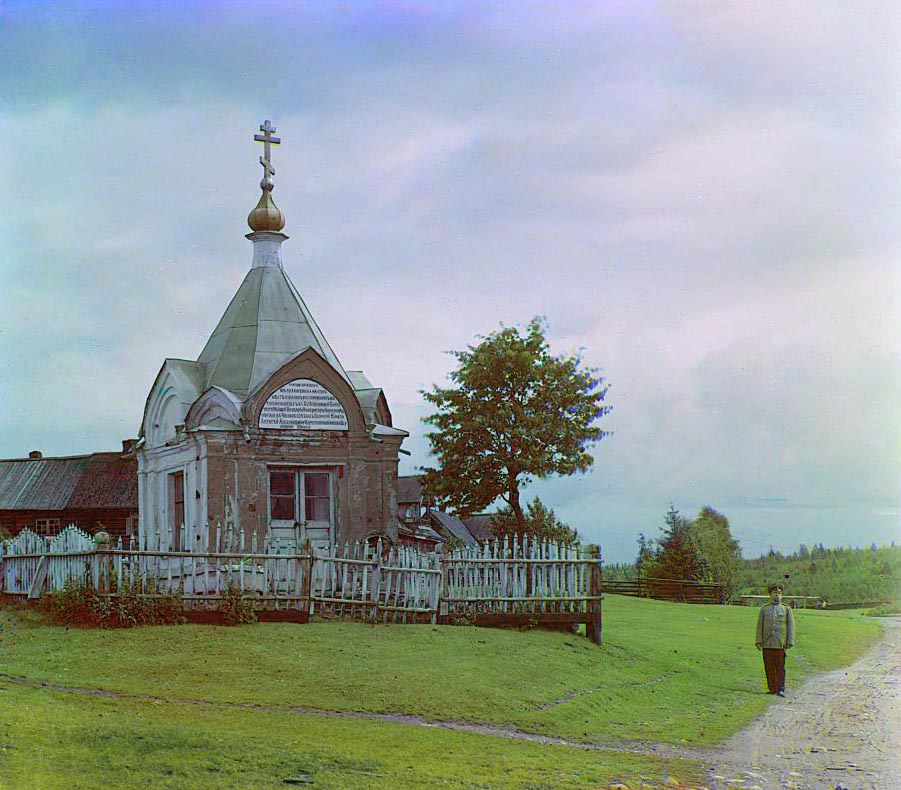
Uma capela em Myatusovo, 1909
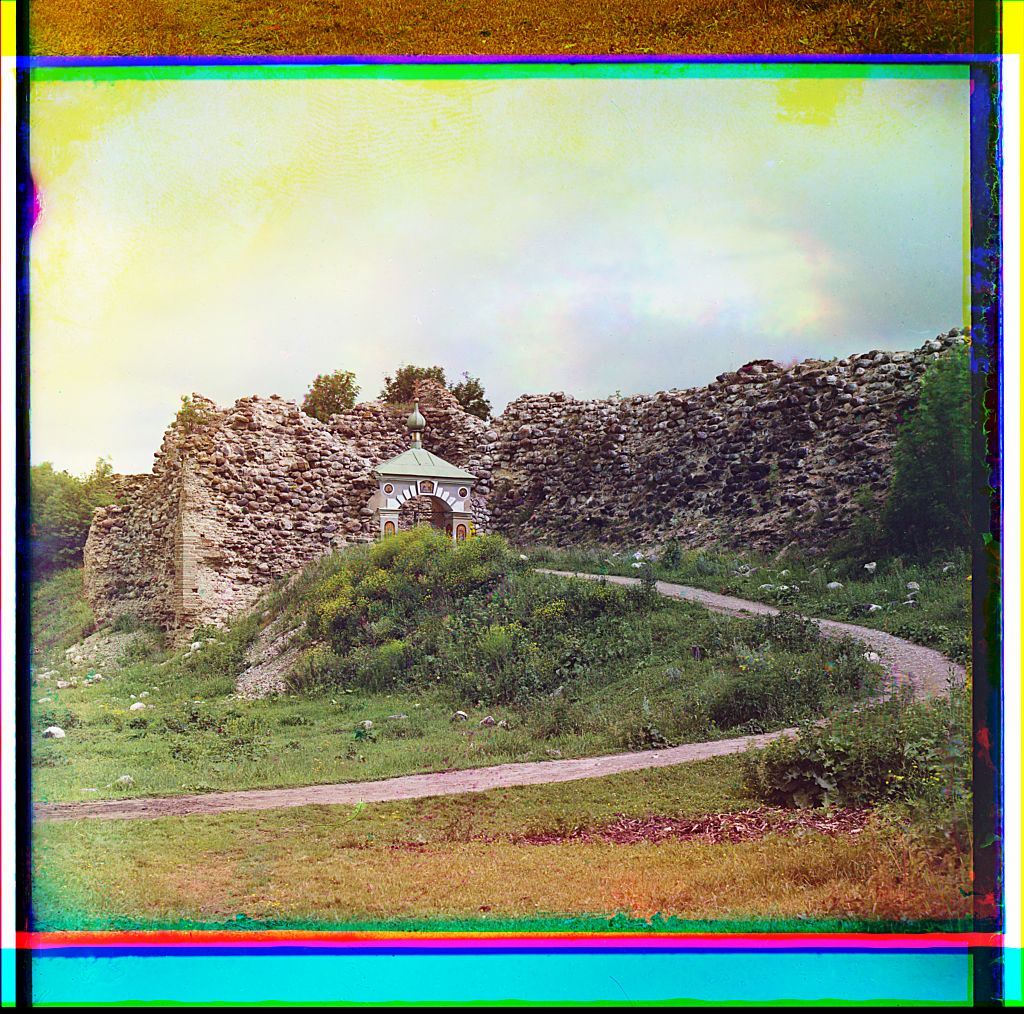
Forte de Velha Ladoga, 1909
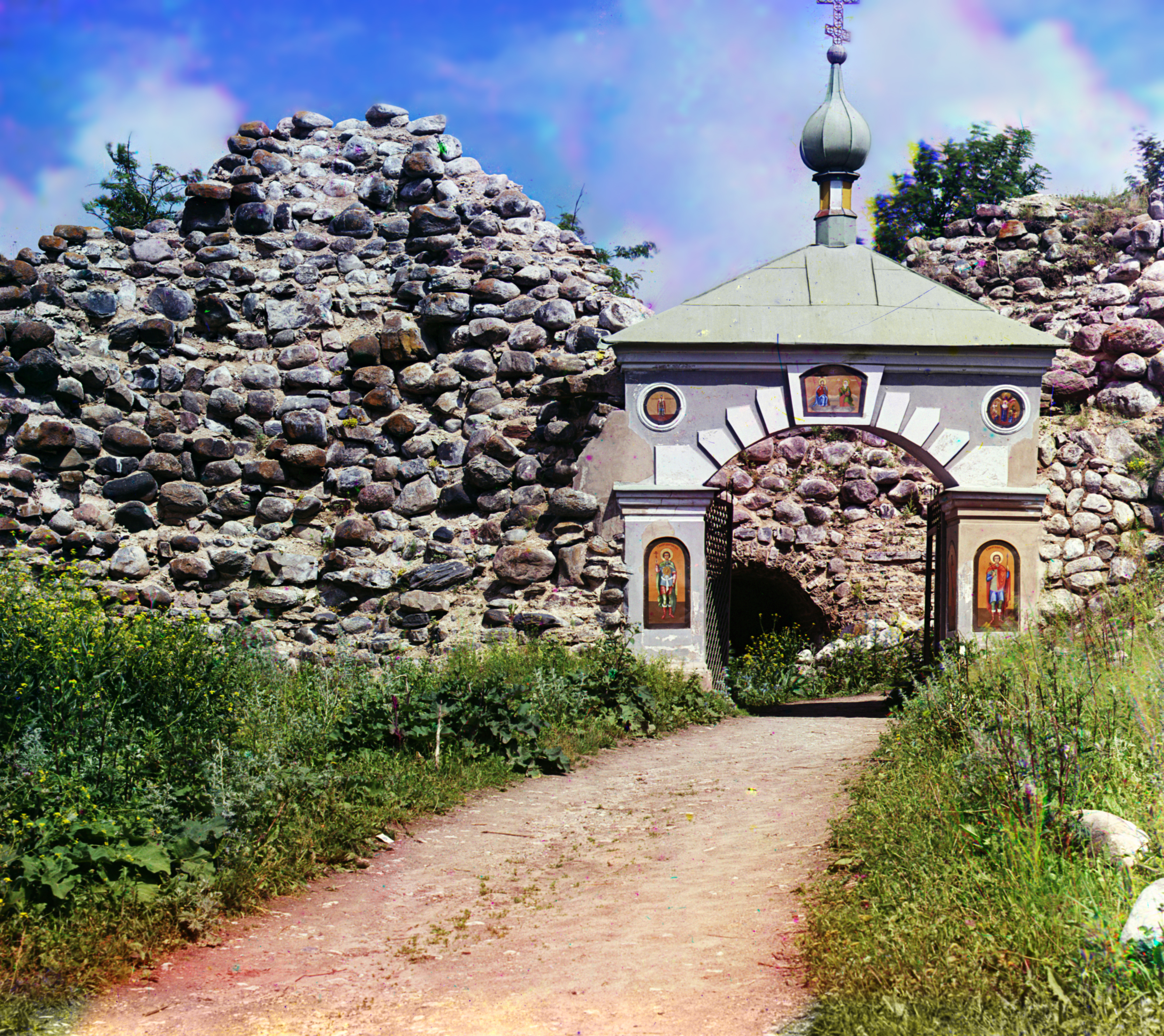
Forte de Velha Ladoga, 1909
Camponesas russas jovens em uma área rural ao longo do rio Sheksna, perto da pequena cidade de Kirillov, 1909
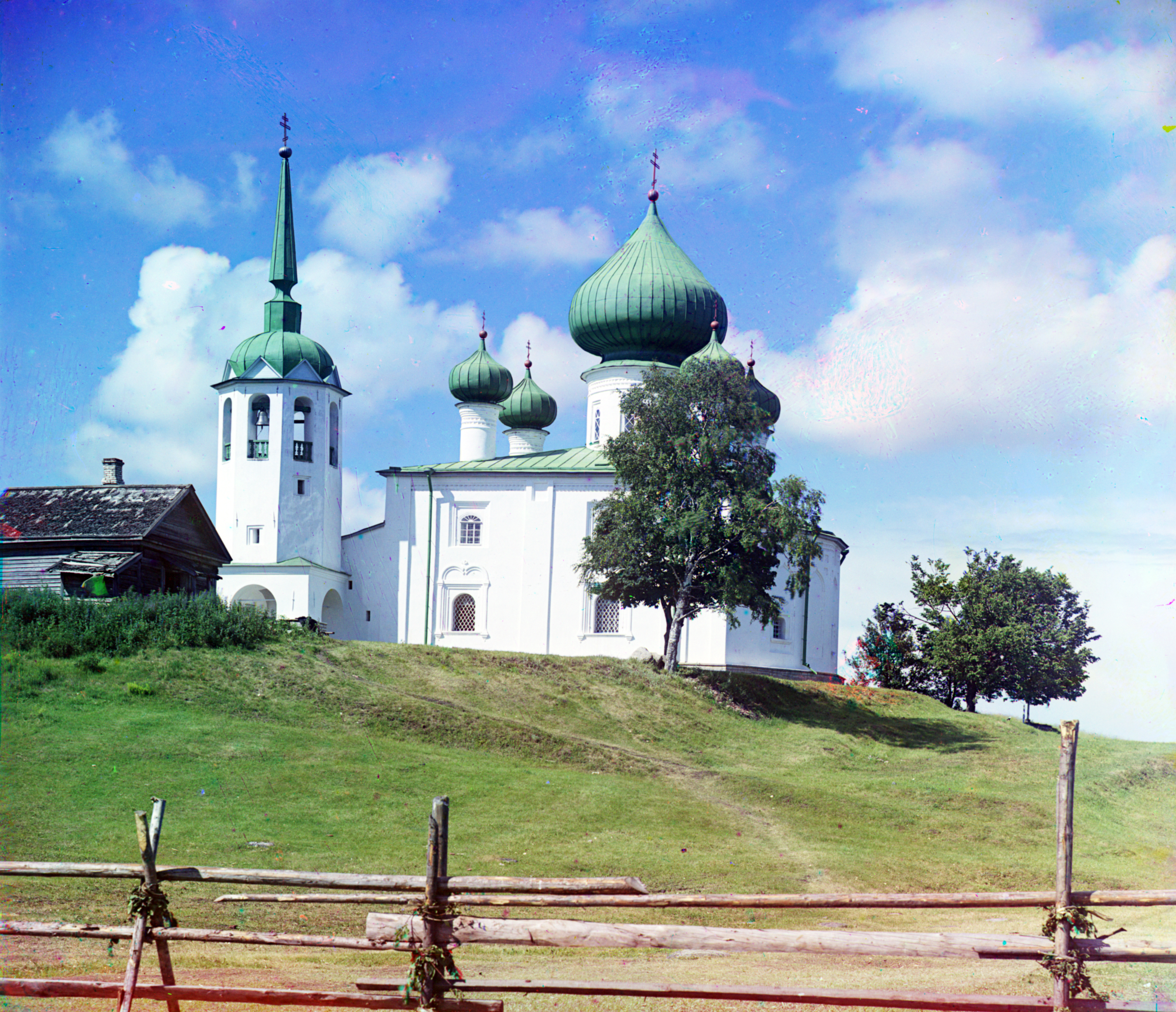
Igreja de São João Batista no Morro Malyshevaya Hill; Velha Ladoga, 1909
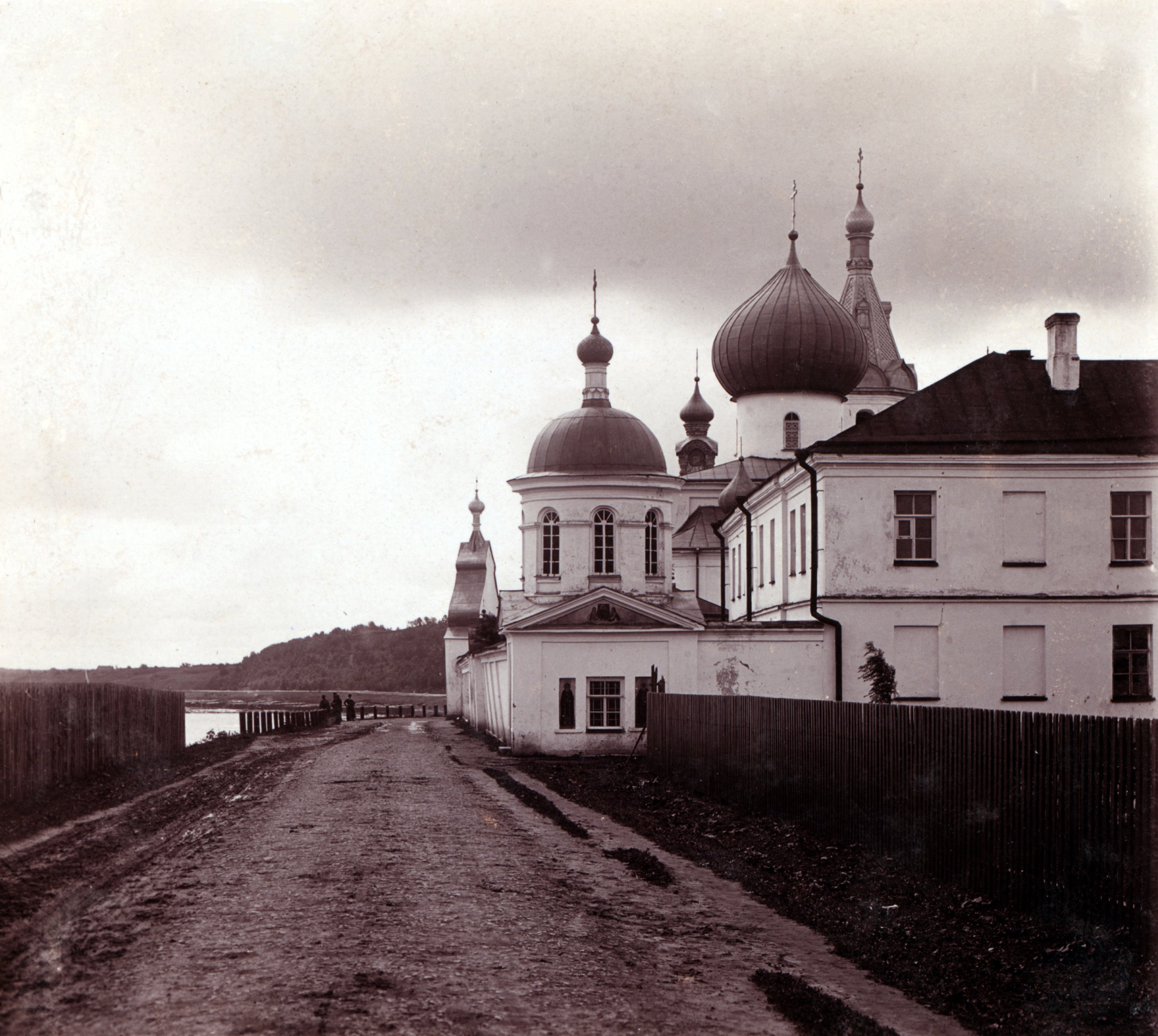
O Mosteiro São Nicolau de Velha Ladoga, 1909
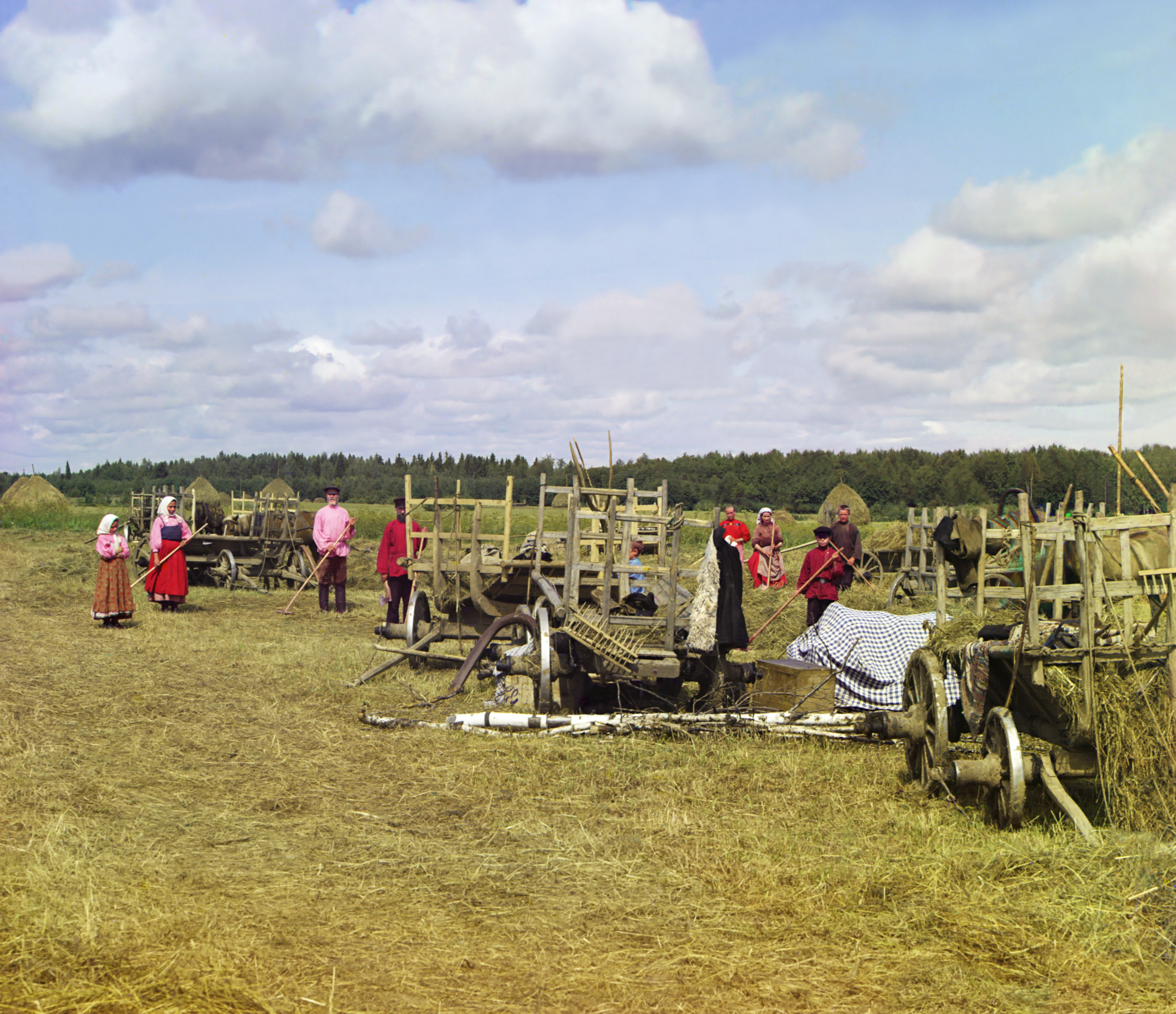
Trabalhadores agrícolas segando feno perto de seus equipamentos, dando um intervalo, 1909
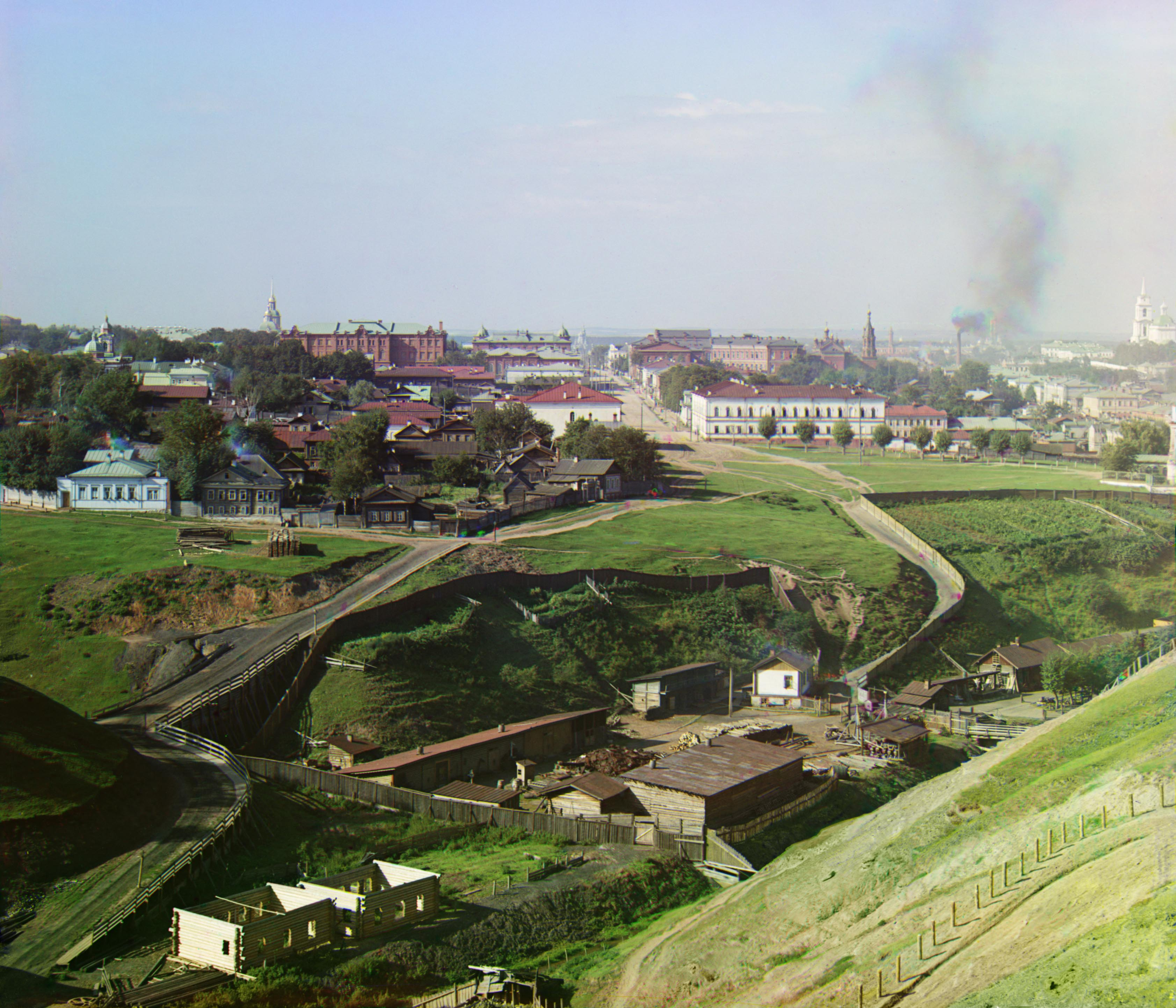
Vista geral da cidade de Perm, 1910
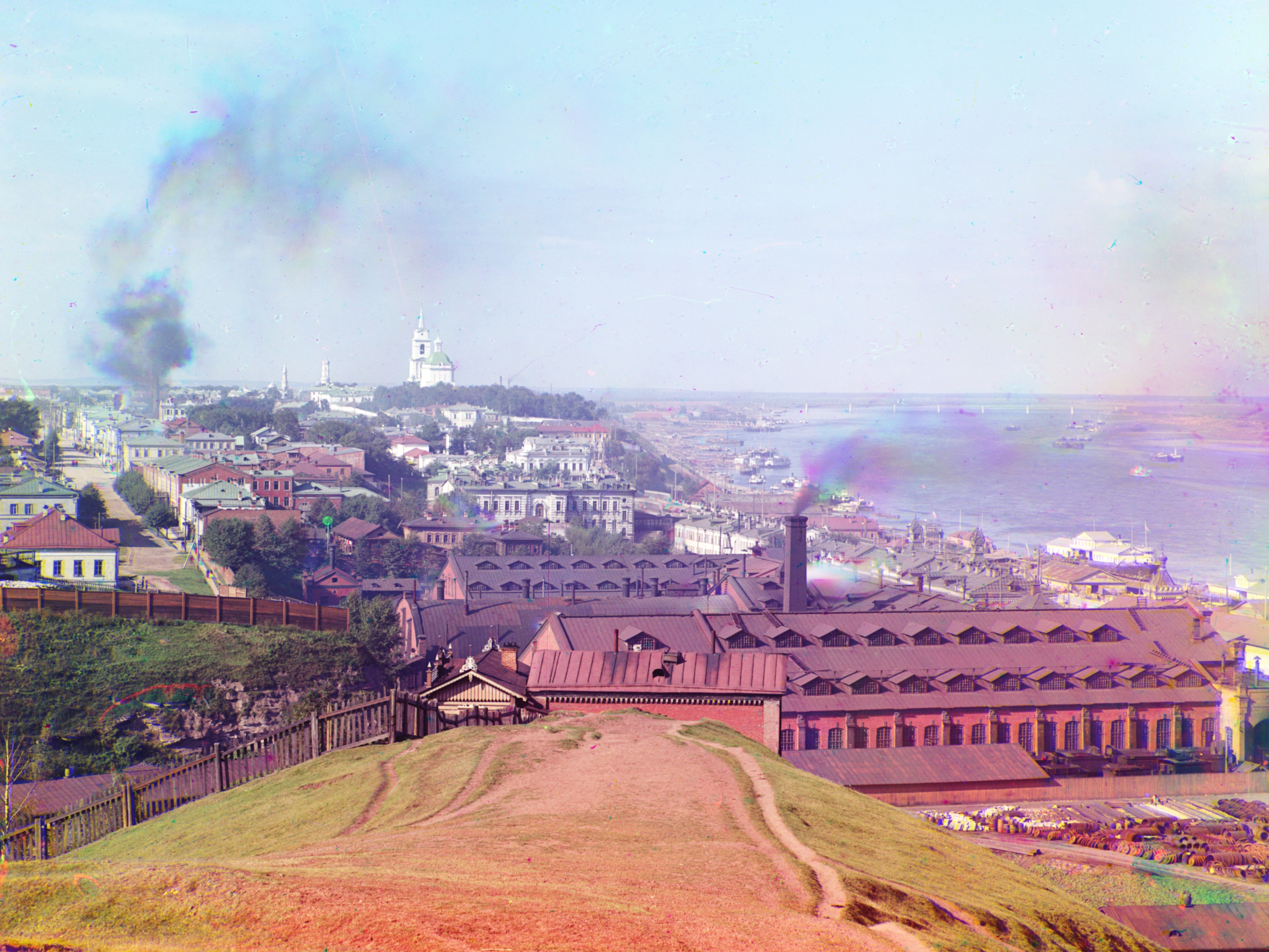
Vista geral da cidade de Perm de Gorodskie Gorki, 1910
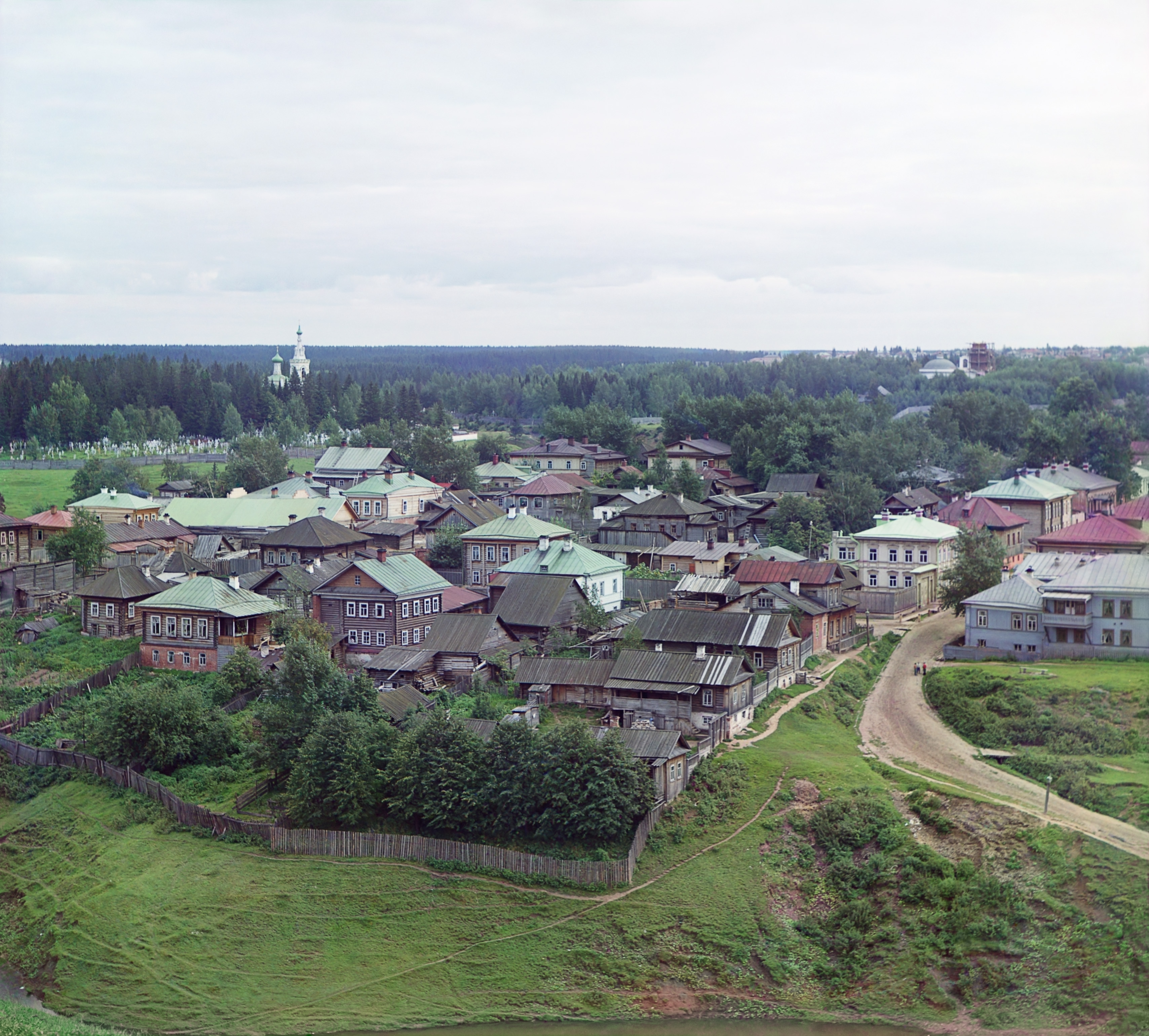
Razguliai, subúrbios da cidade de Perm, 1910
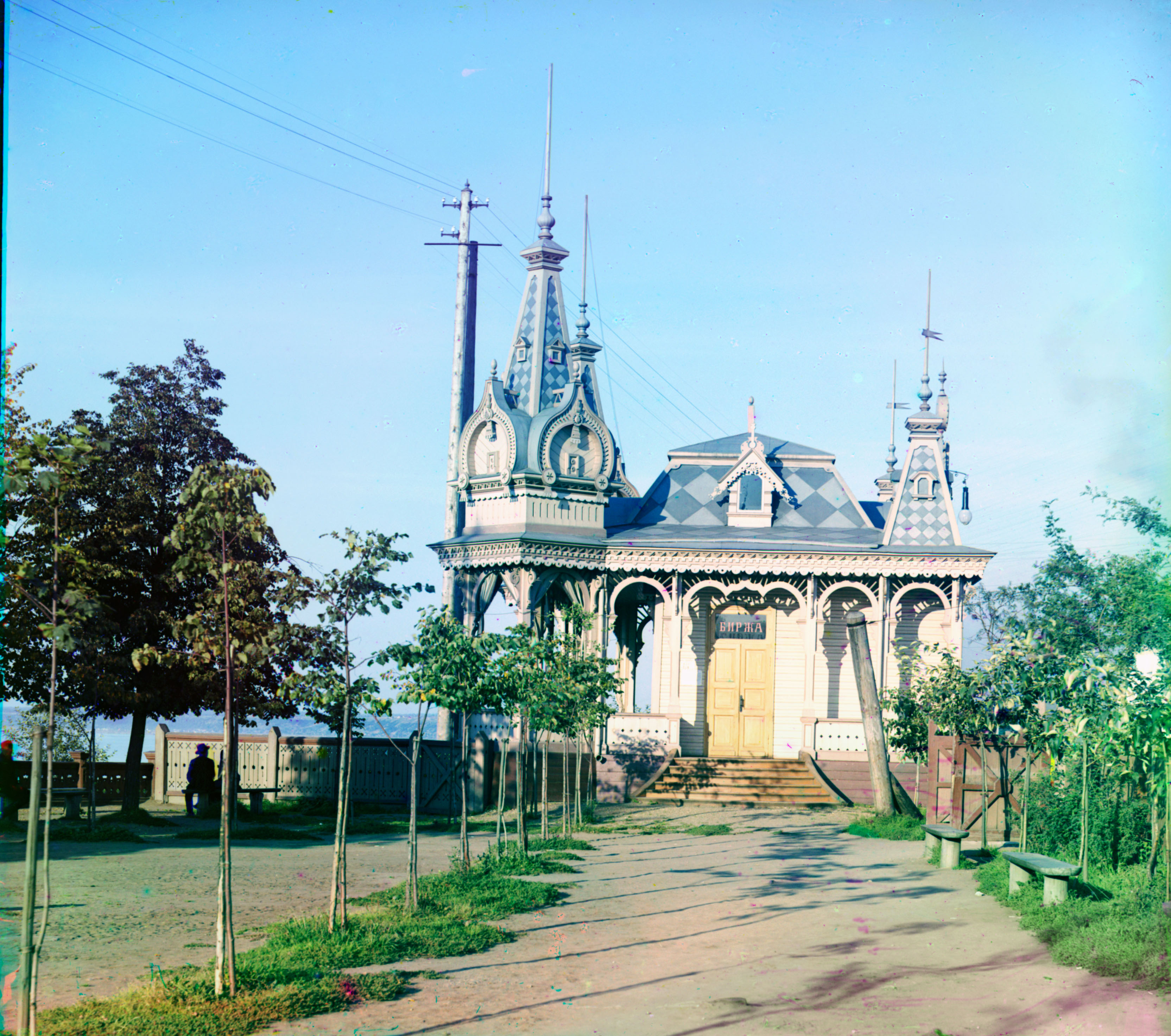
Local de verão para câmbio na cidade de Perm, 1910
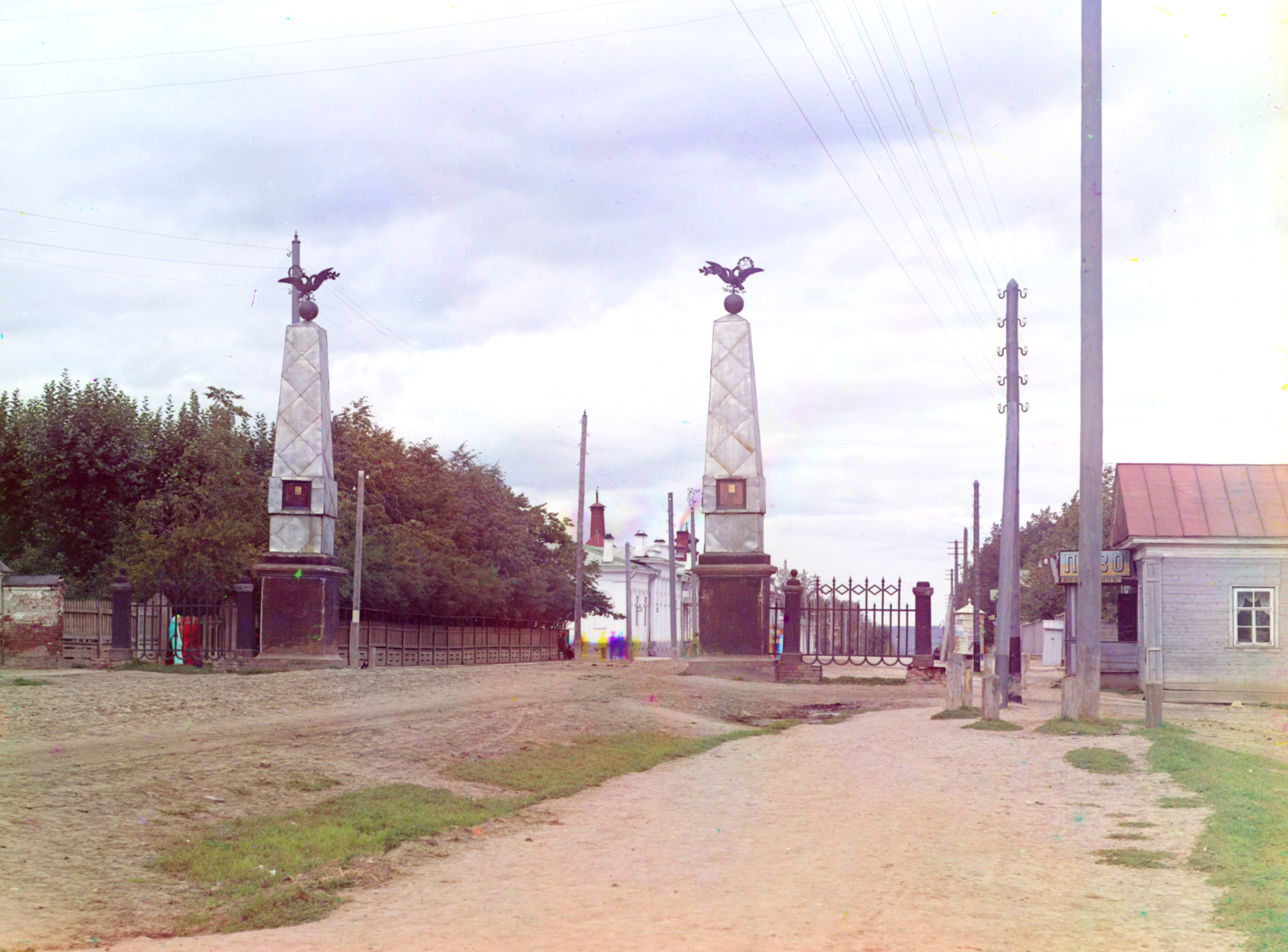
Portão Staro-Sibirskaia na cidade de Perm, 1910
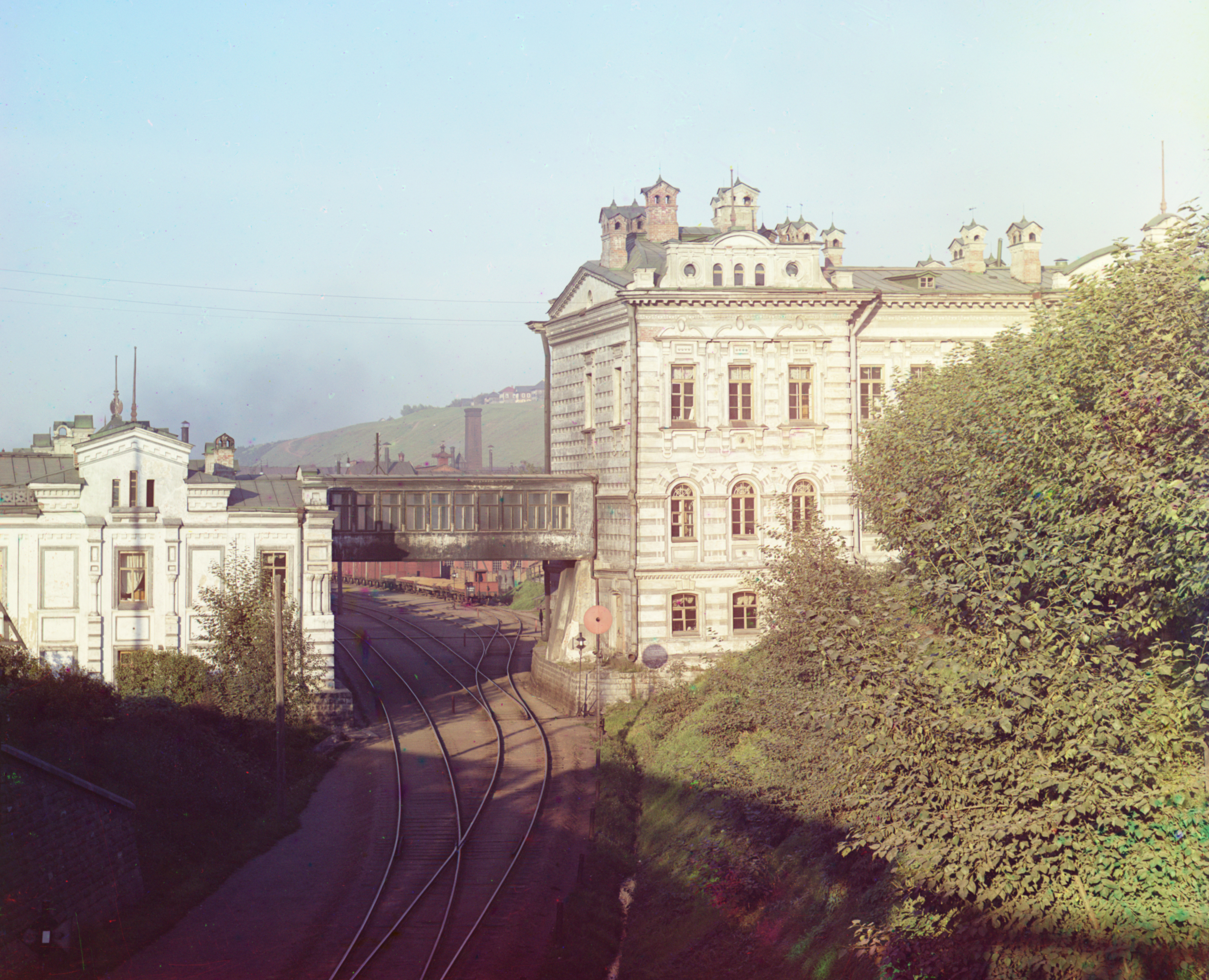
Sede da Administração Ferroviária de Ural, na cidade de Perm, 1910
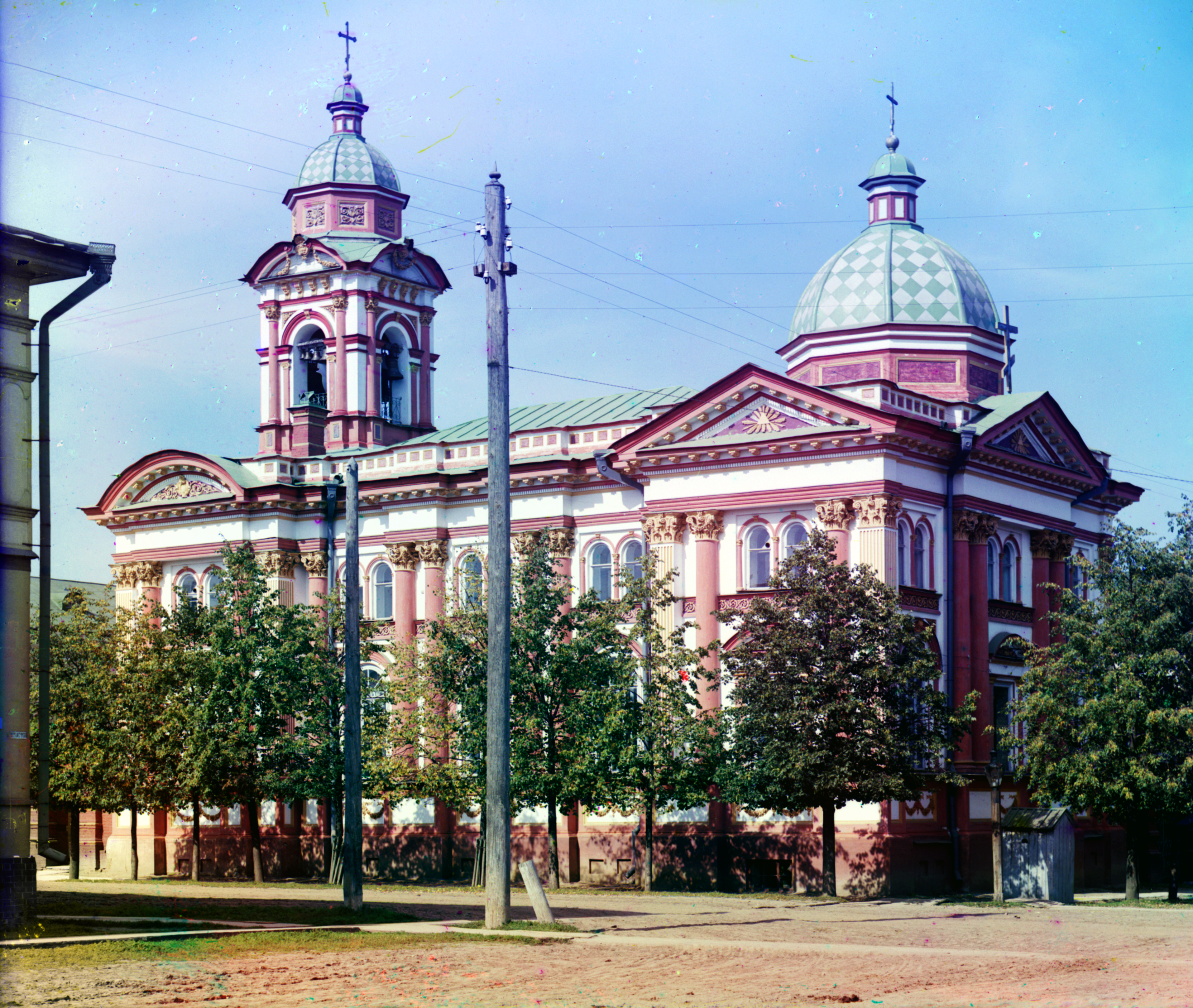
Igreja Maria Madalena na cidade de Perm, 1910
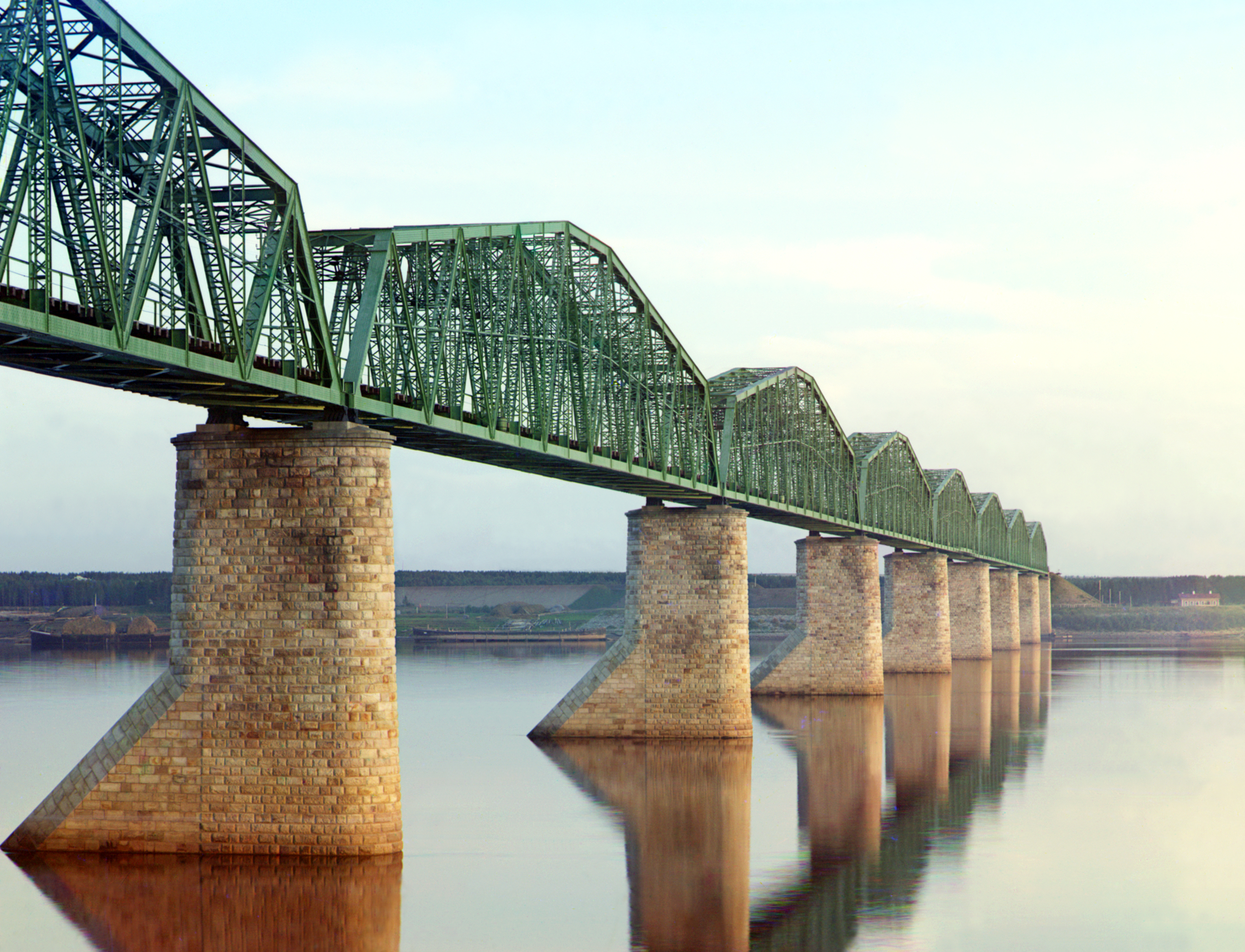
Rio Kama próximo a Perm, 1910. A ponte ainda está de pé hoje, mas outra ponte semelhante foi construída ao lado dela. Ambas são pintados de branco e vermelho.
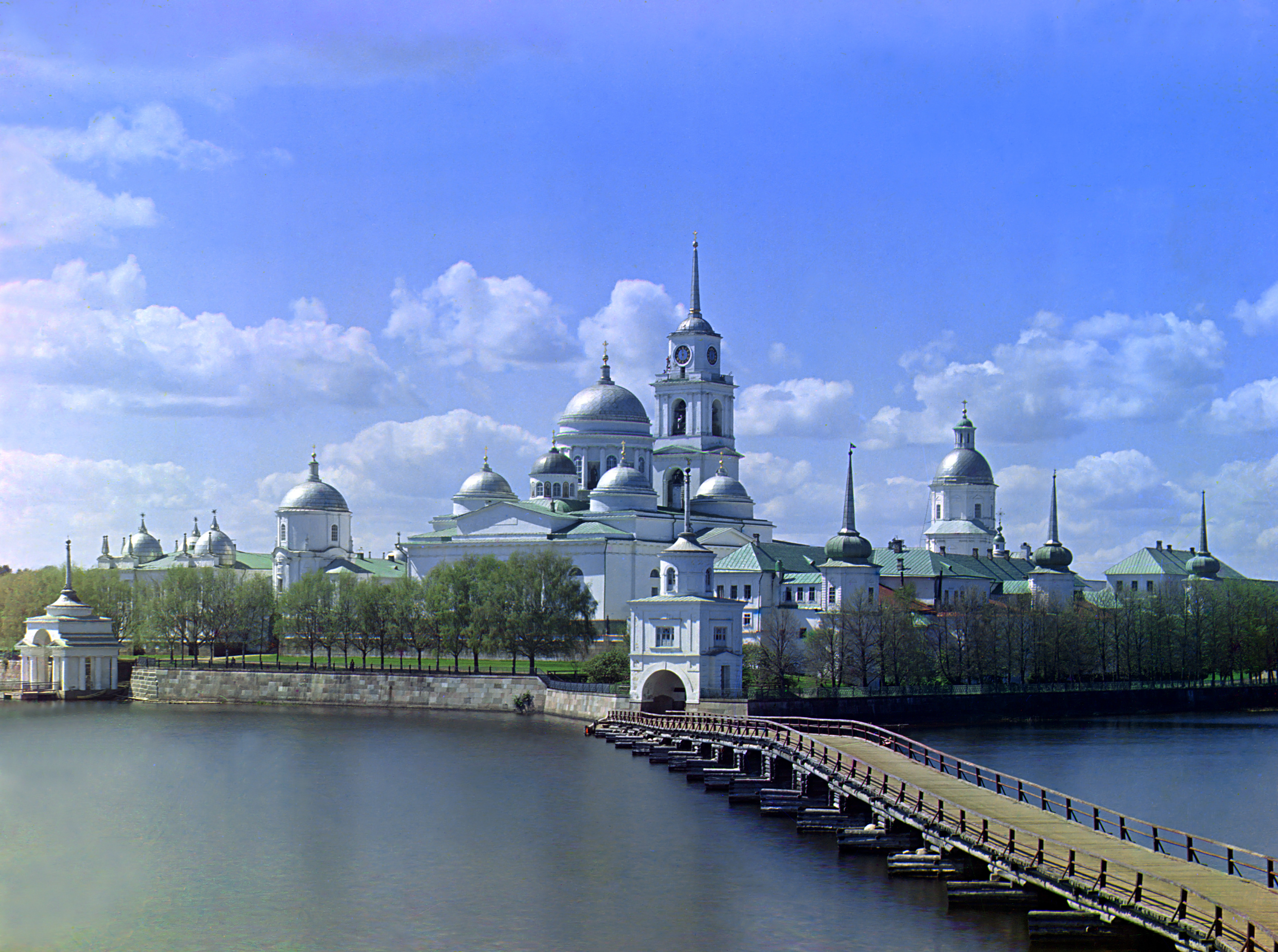
Mosteiro de S. Nilo, na Ilha Stolobny no Lago Seliger perto de Ostashkov, 1910
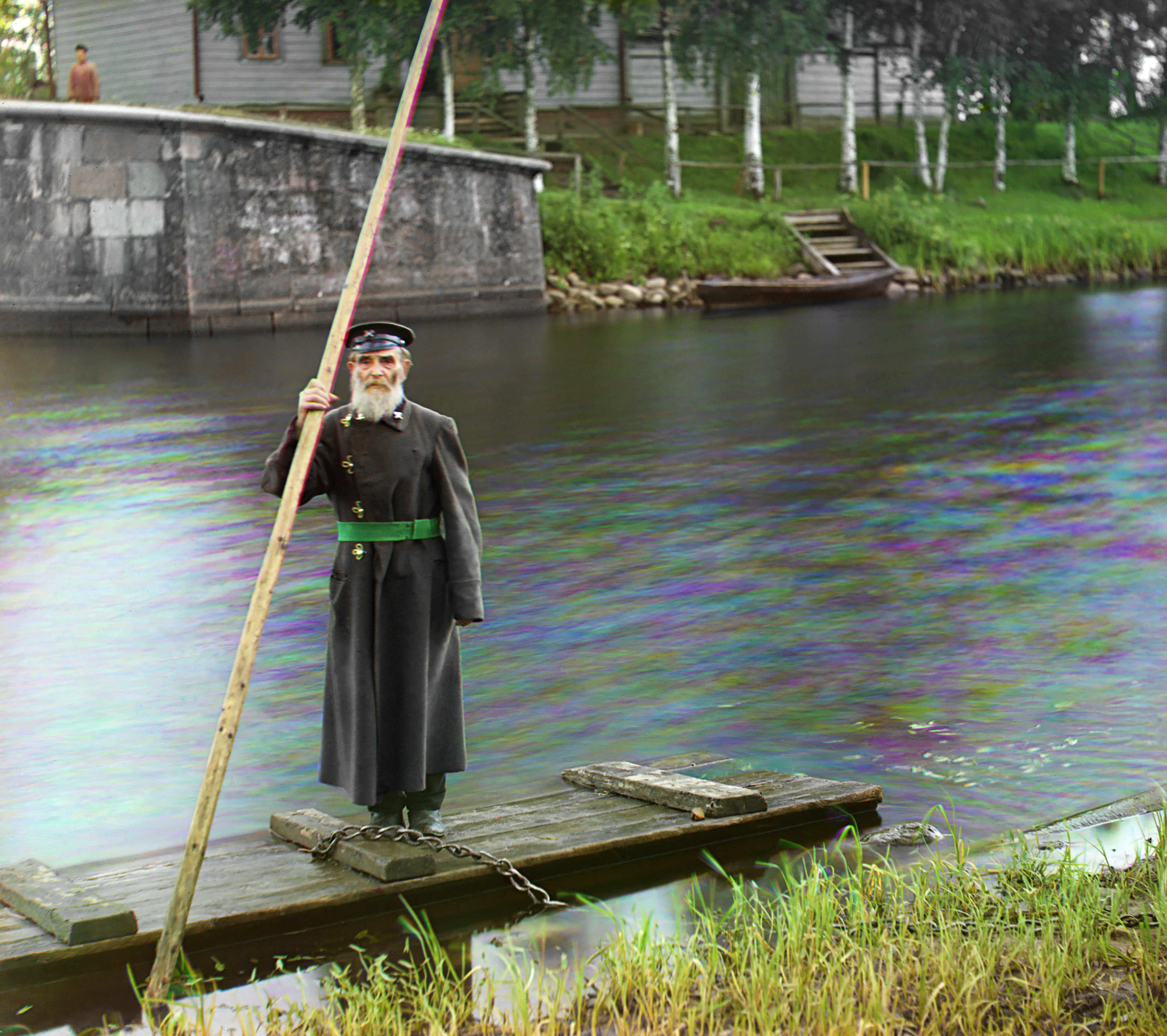
Pinchas Kaplinskiy, Supervisor de uma comporta em Chernigov (hoje Ucrânia), 1910
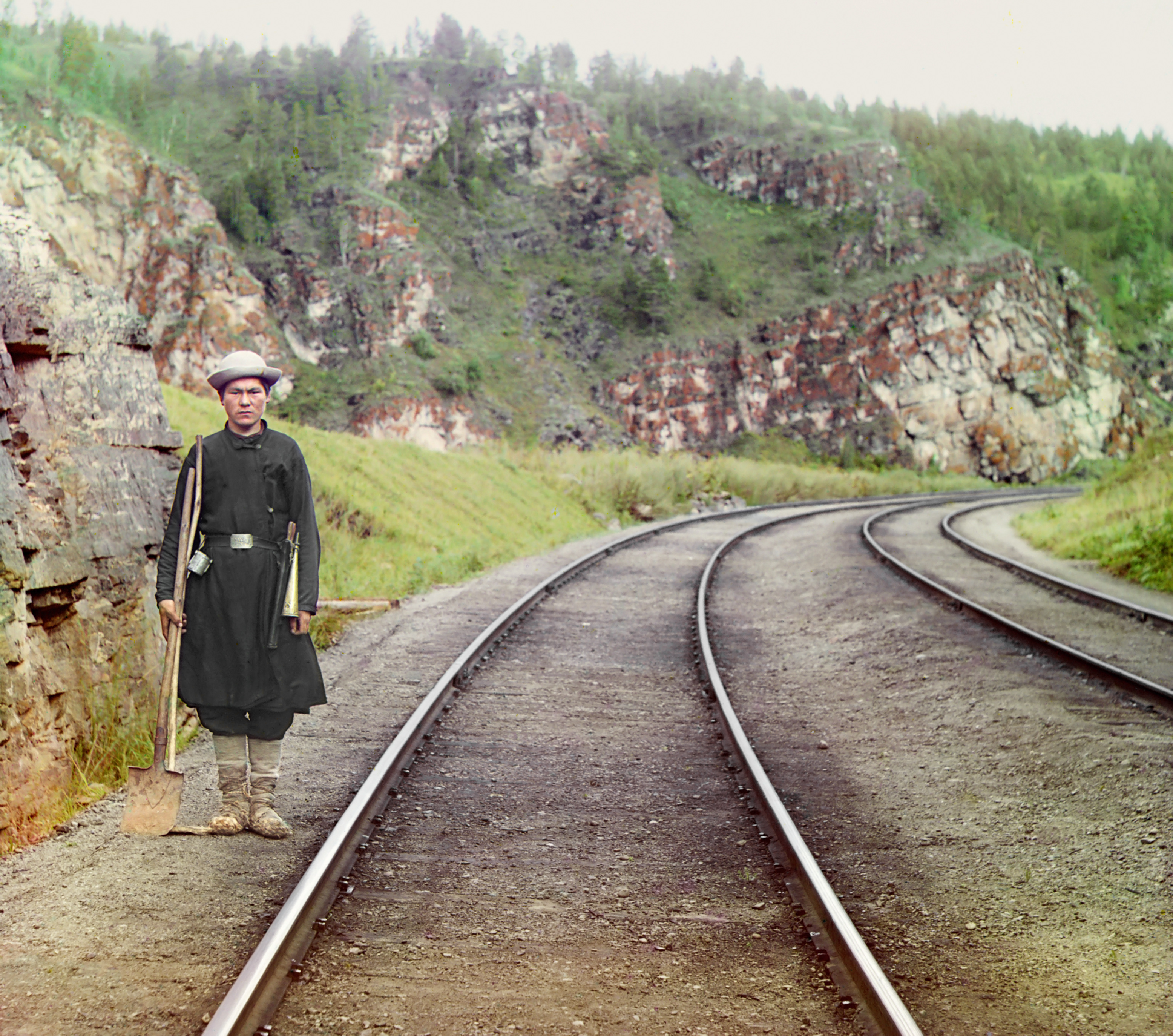
Agulheiro ferroviário basquir perto de Ust-Katav, 1910
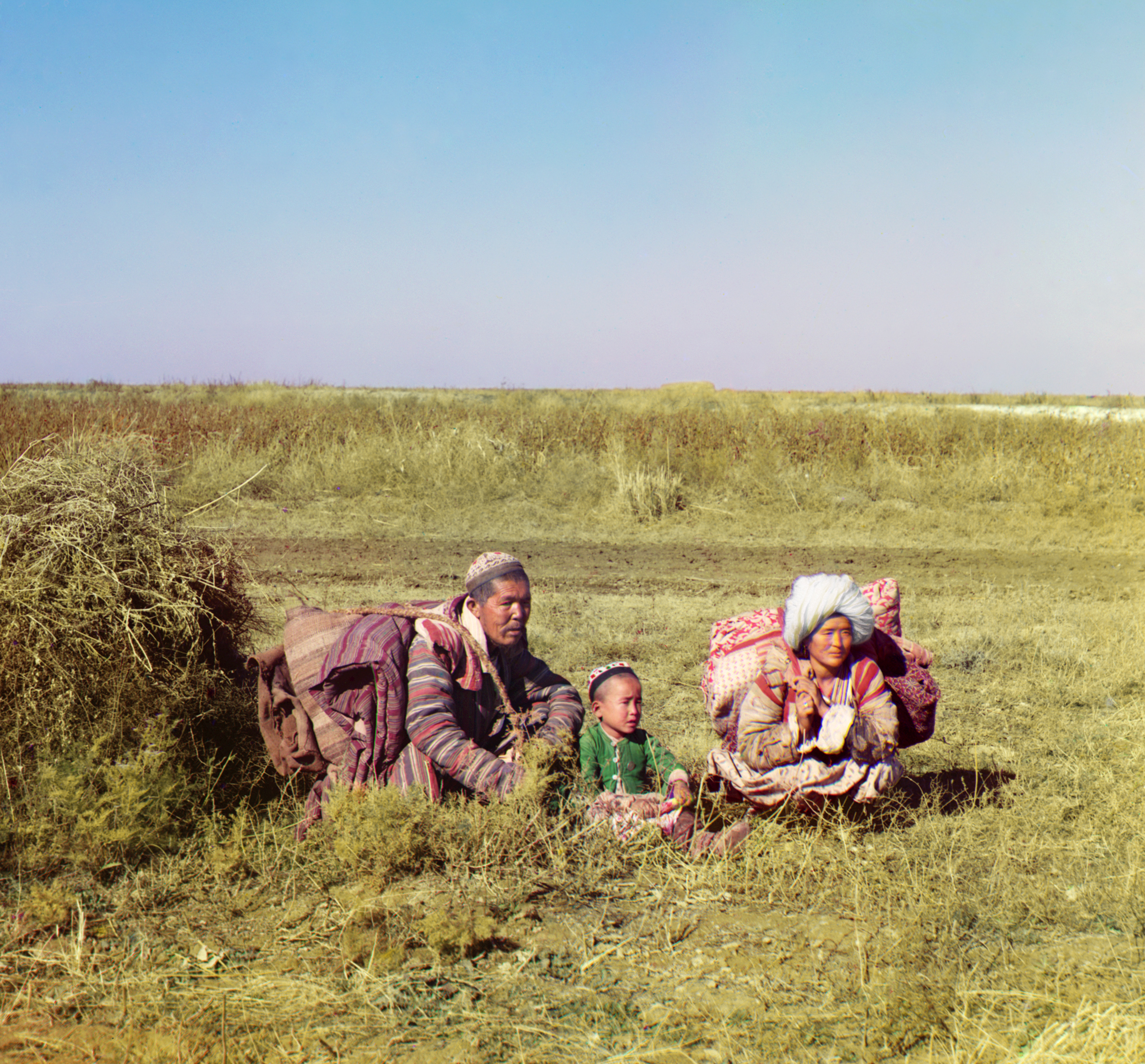
Família quirguiz nomádica na Estepe Golodnaya no Uzbequistão, 1911
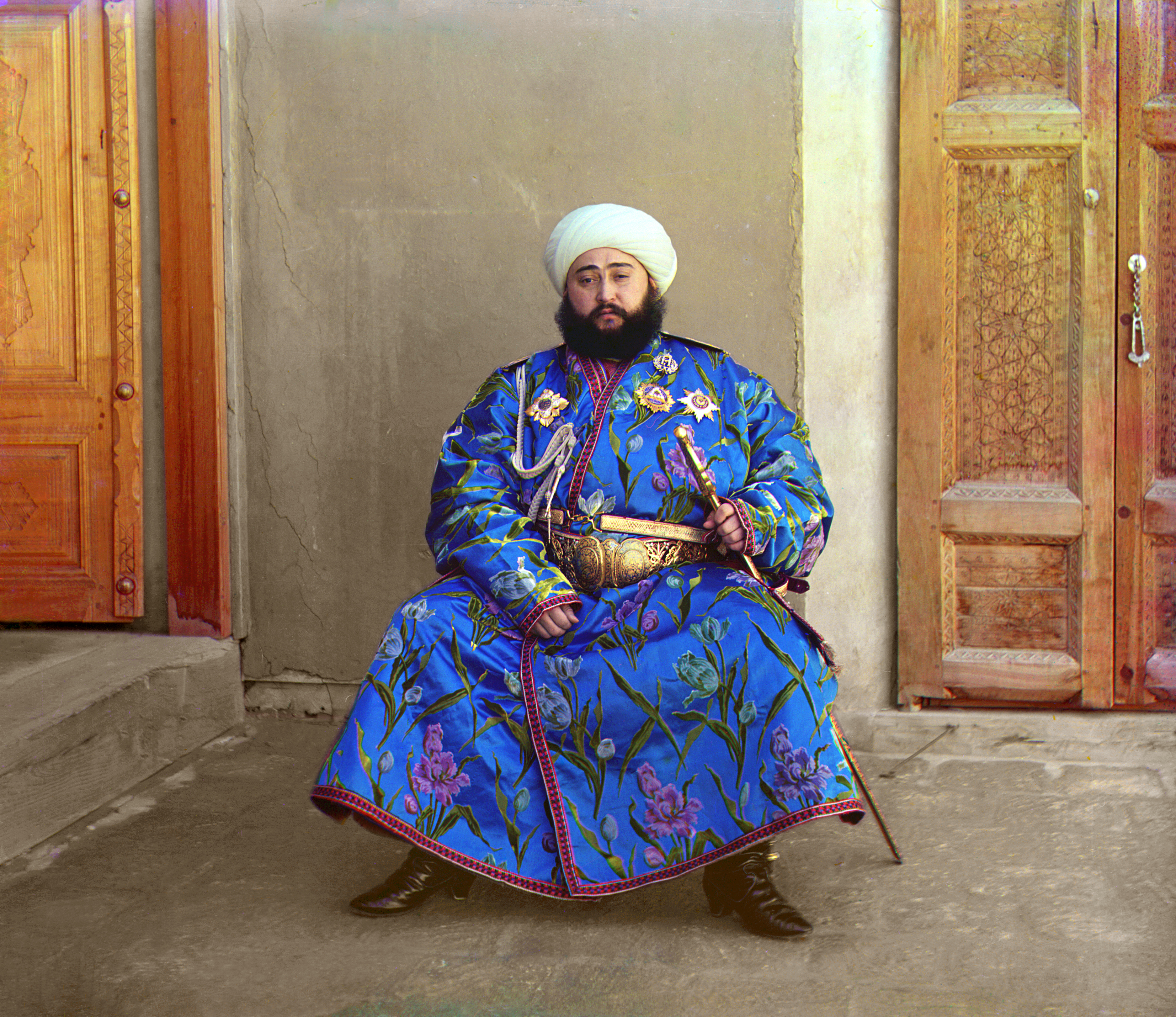
Maomé Alim Cã, Emir of Bucara, 1911
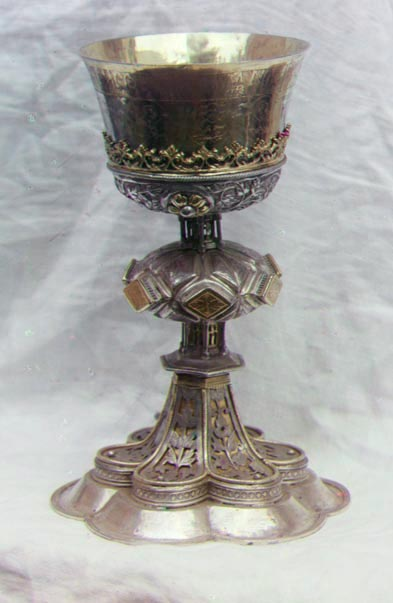
Cálice na sacristia do Mosteiro Ipatevskii em Kostroma, 1911
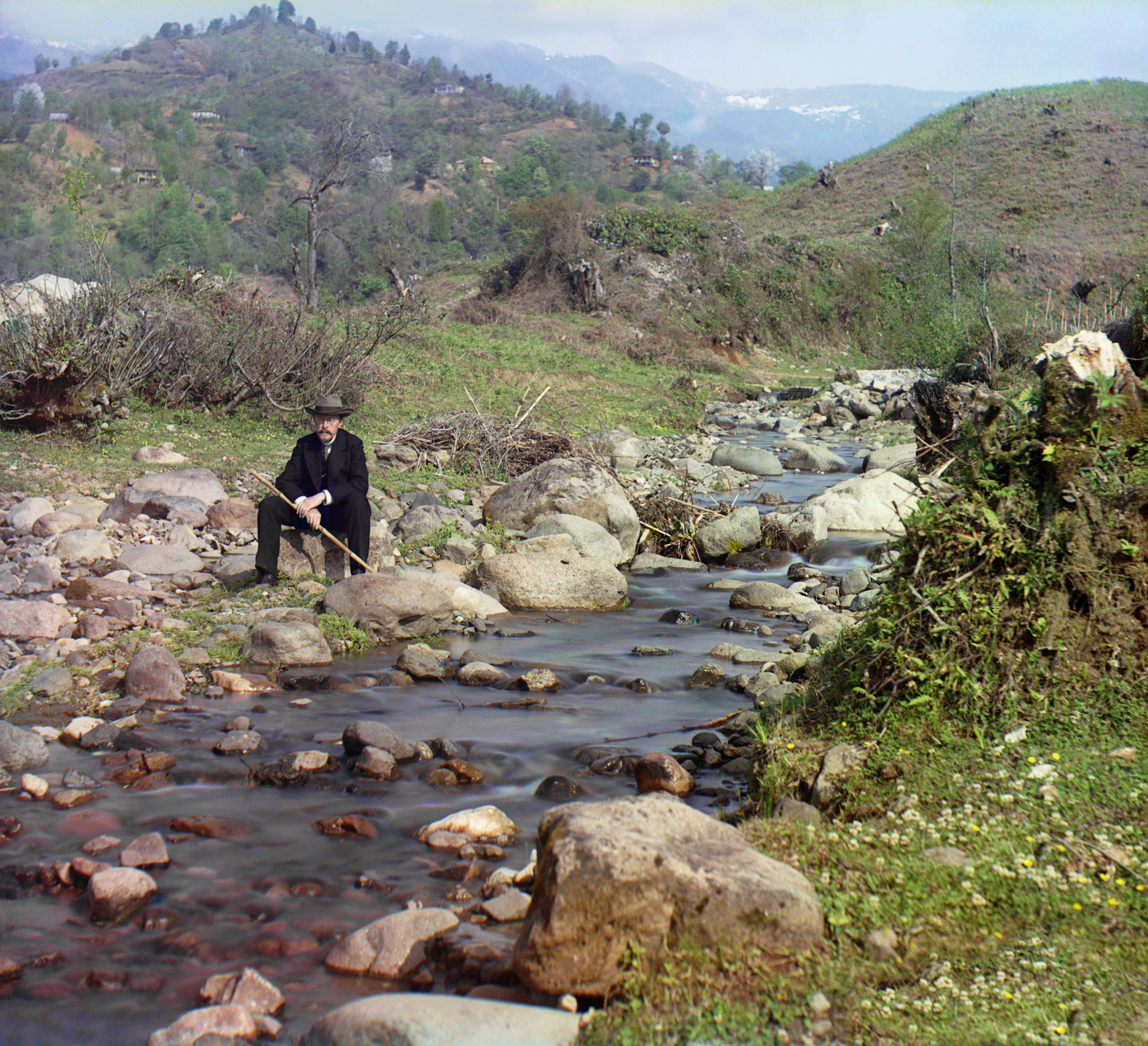
Autorretrato de Sergei, no rio Korolistskali, 1912
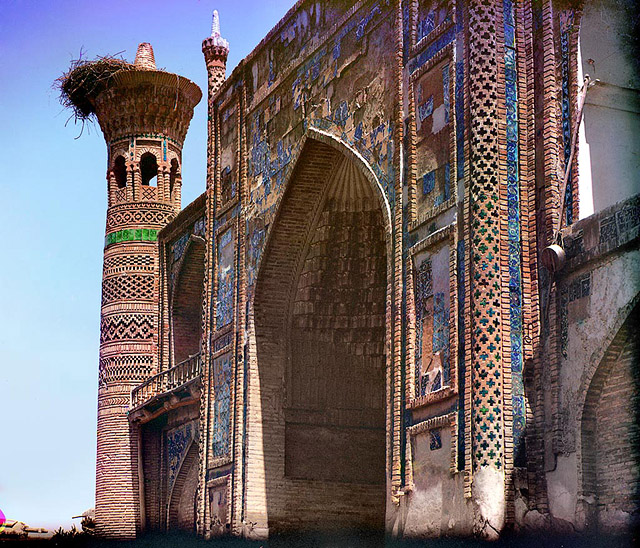
Uma Madrasa em Samarcanda, circa 1912
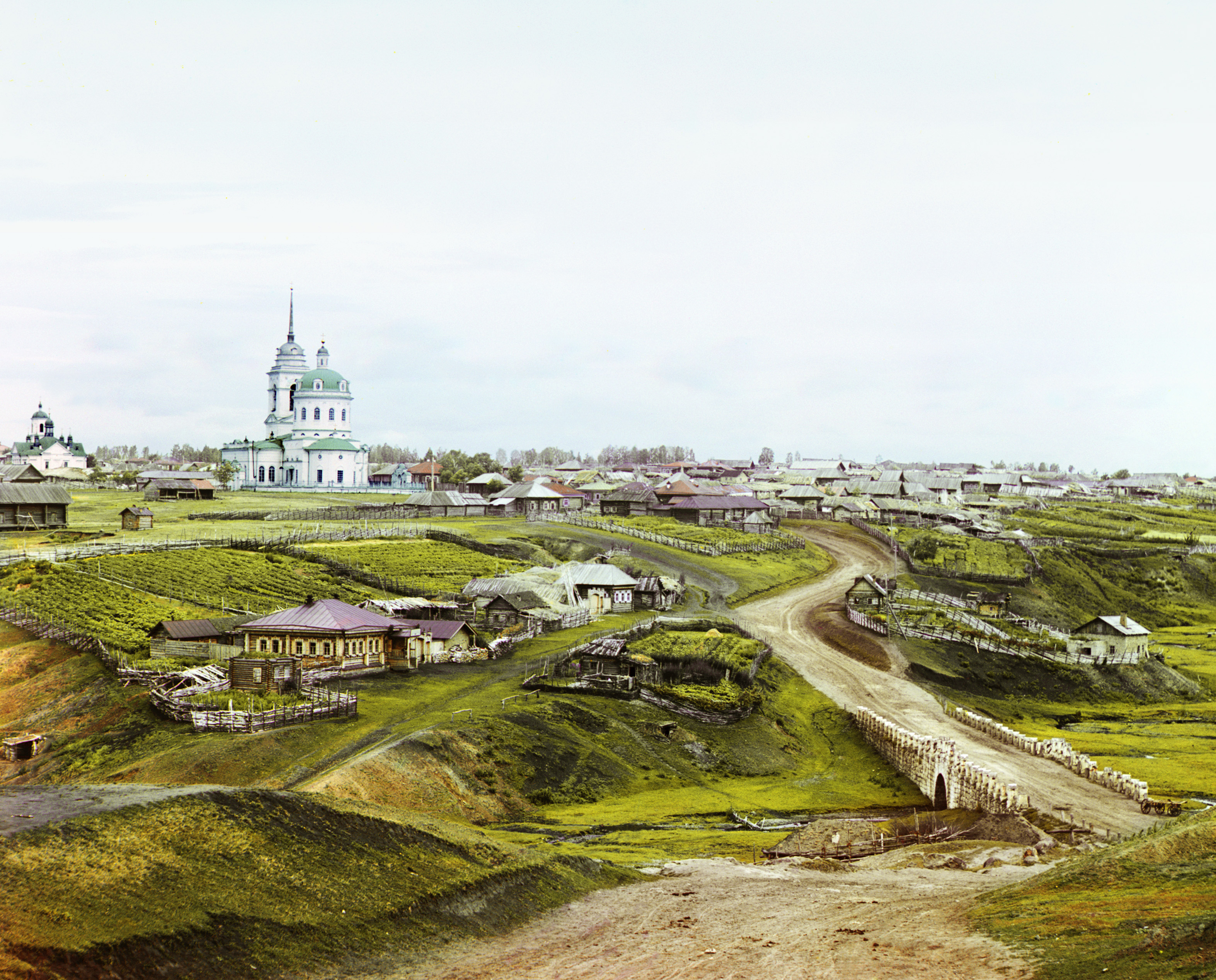
A vila de Kolchedan nos Montes Urais, 1912
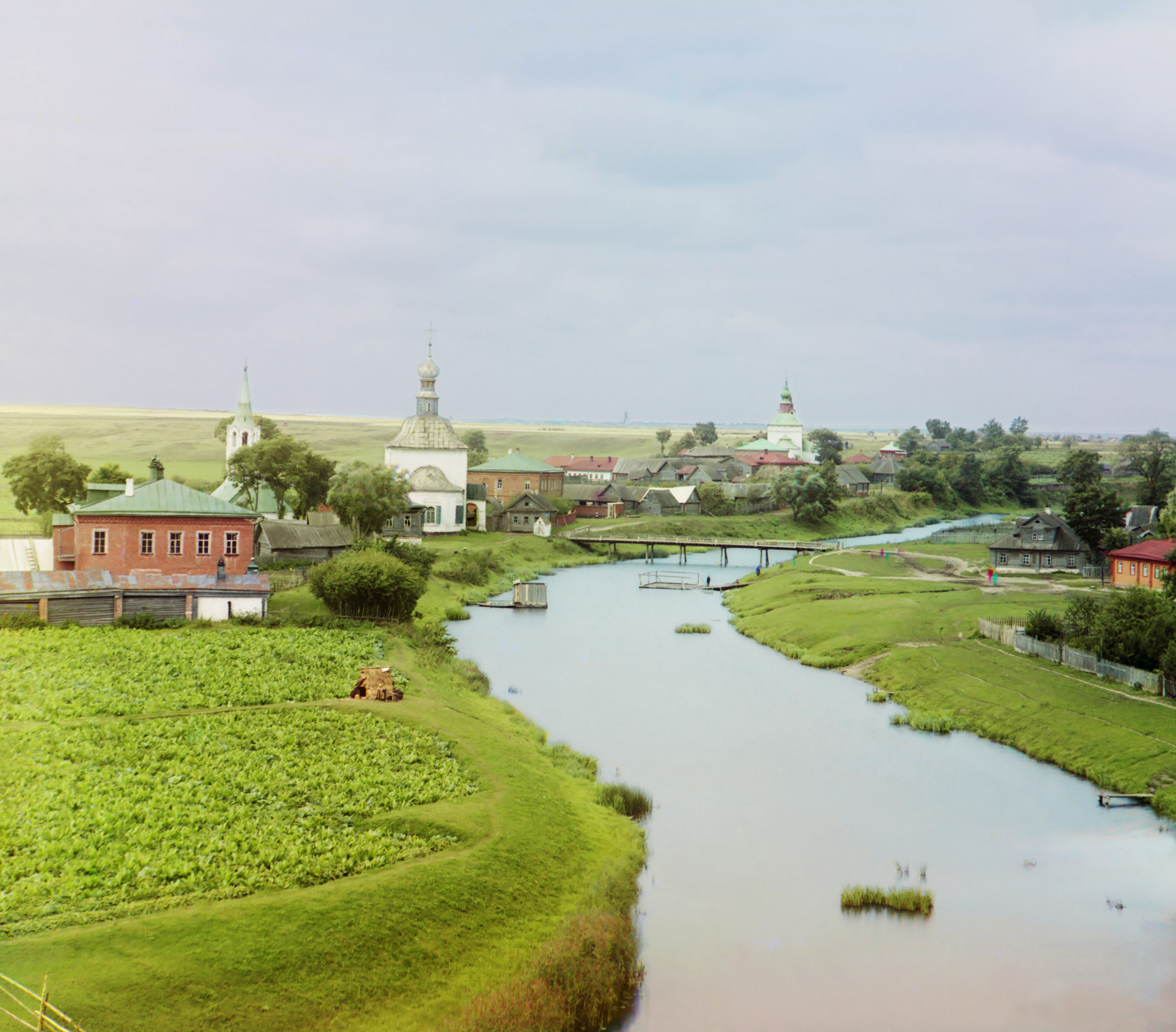
Vista de Susdália ao longo do rio Kamenka, 1912
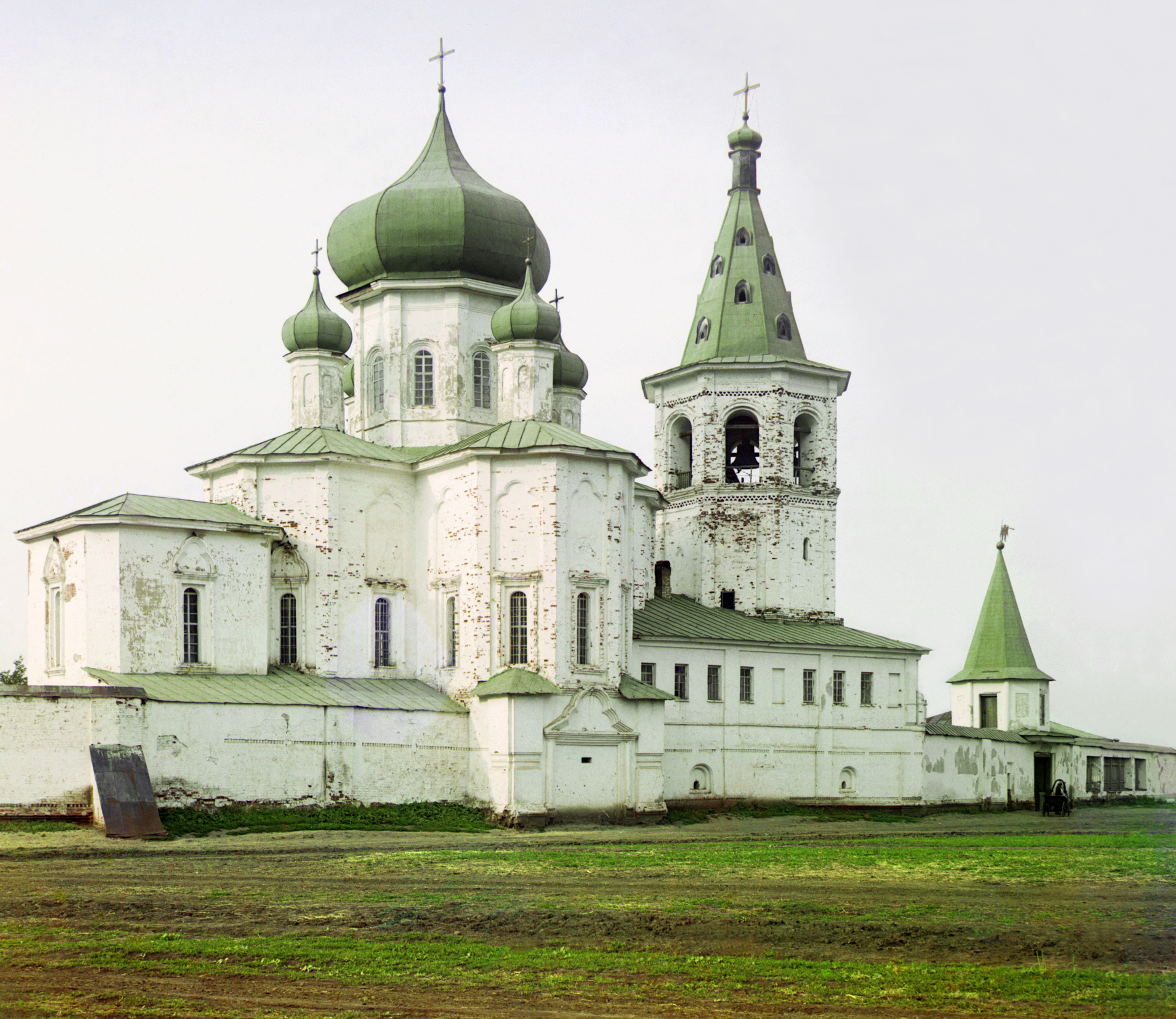
O Mosteiro da Trindade da metade do século XVIII em Tyumen, 1912
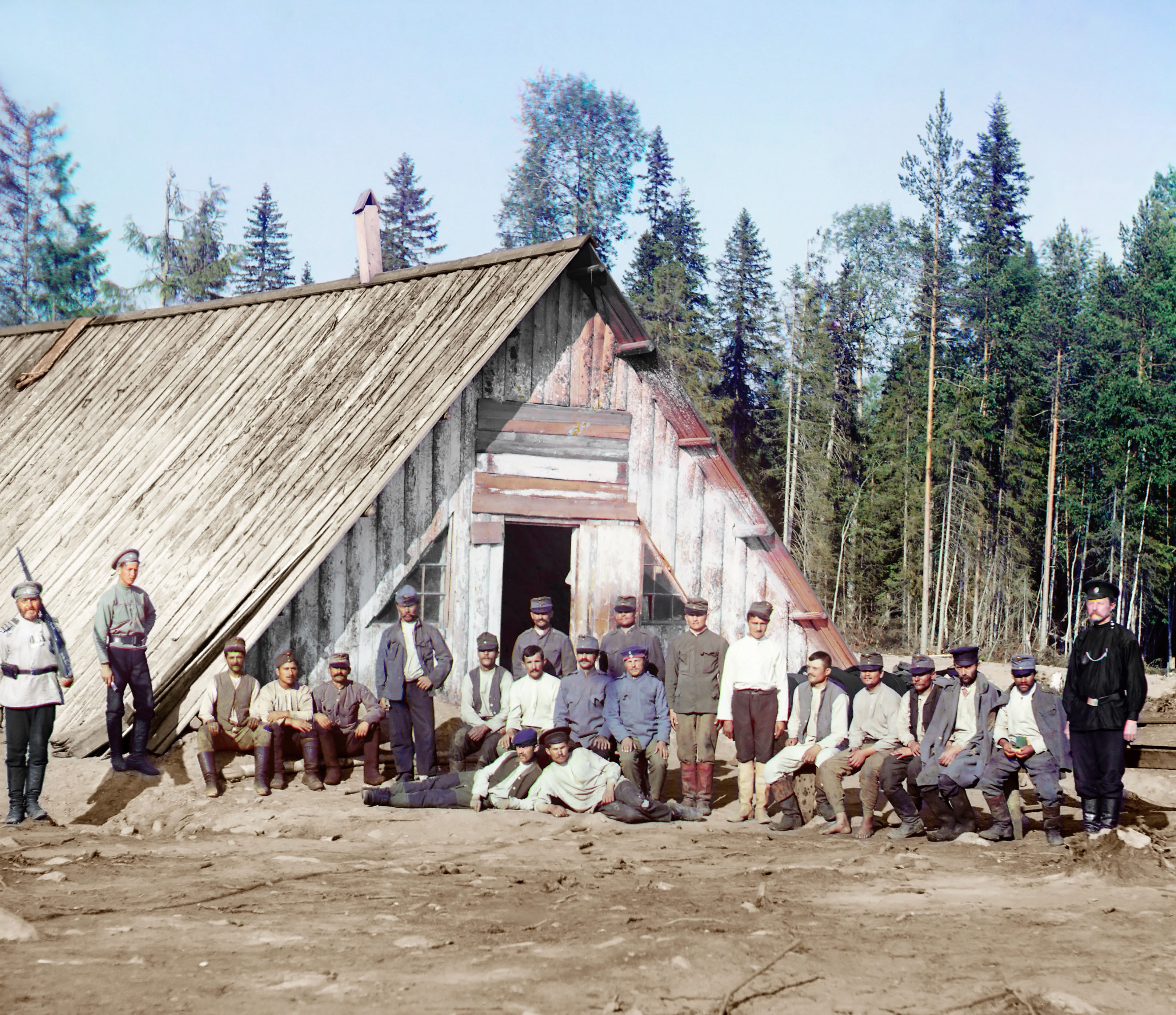
PDGs austro-húngaros na Rússia durante a I Guerra Mundial, 1915
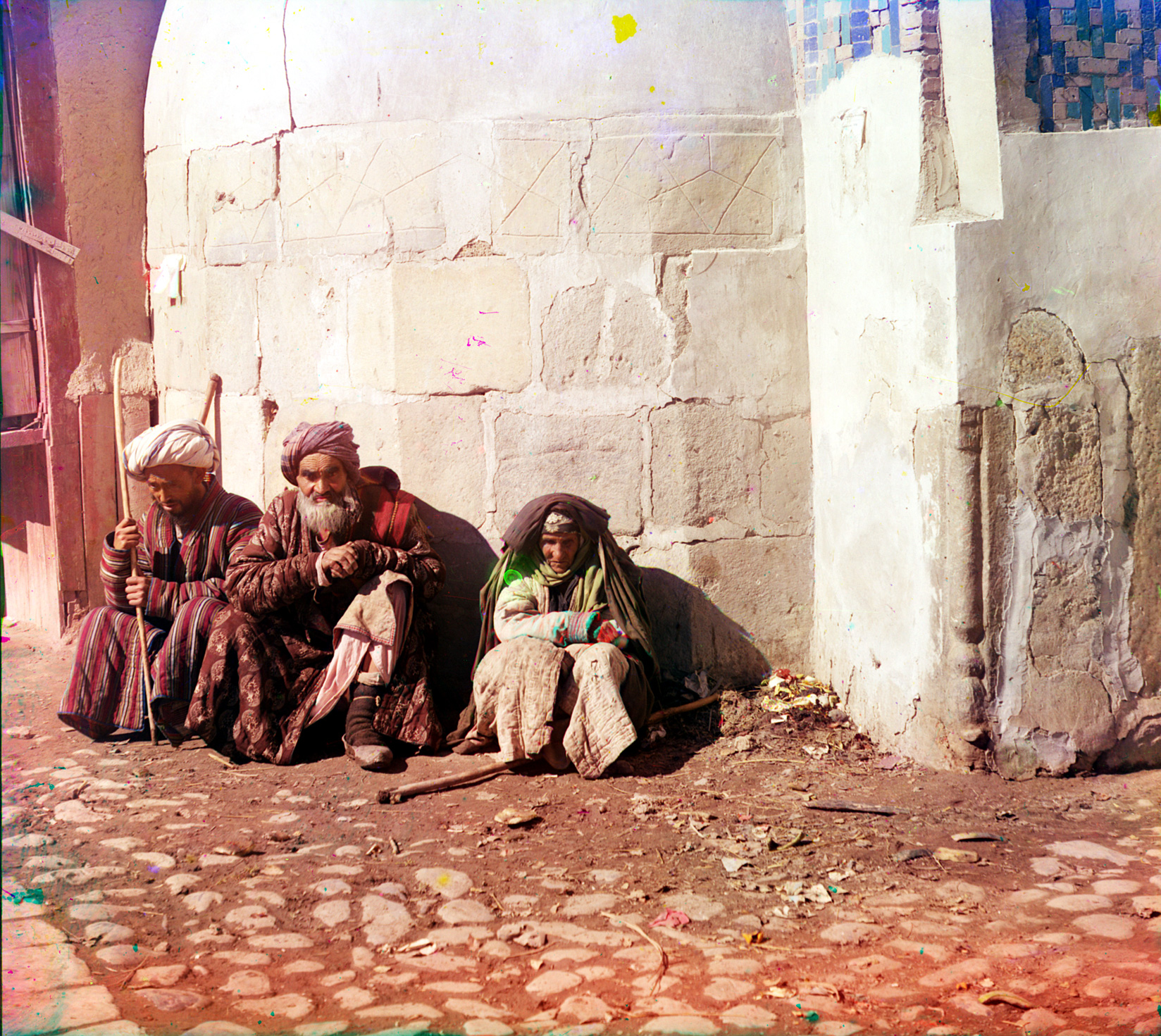
Mendigos em Samarcanda em 1905
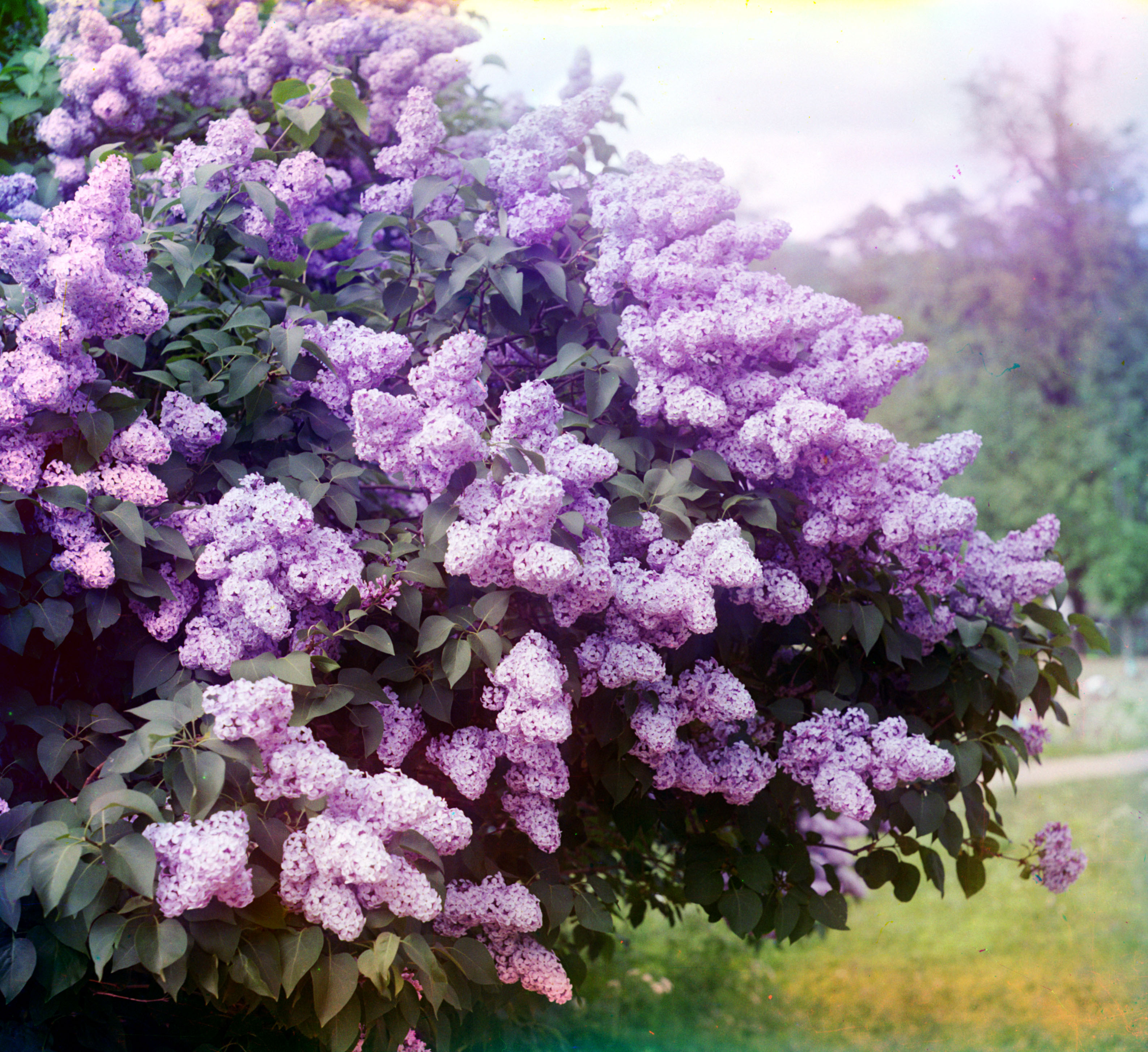
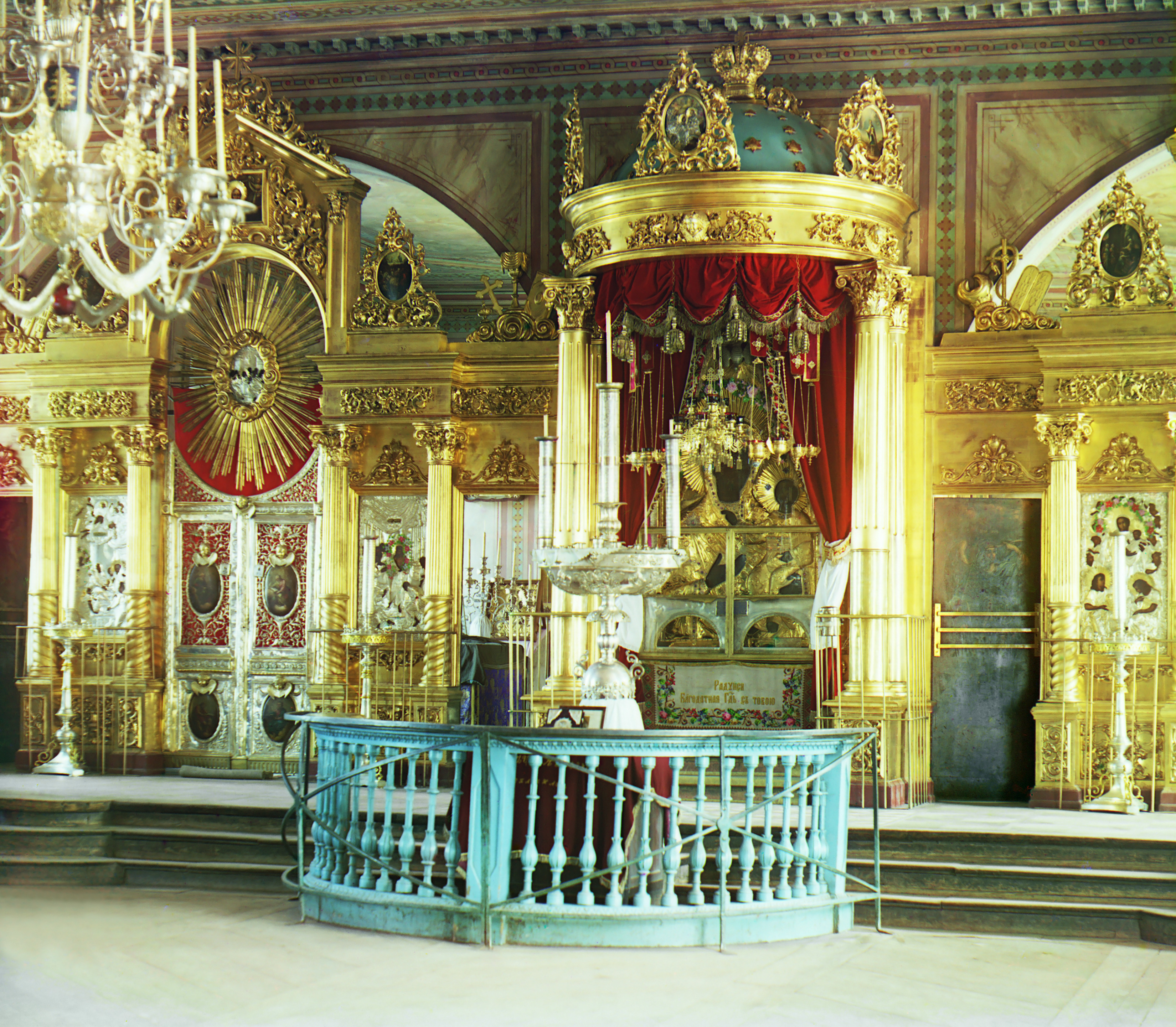
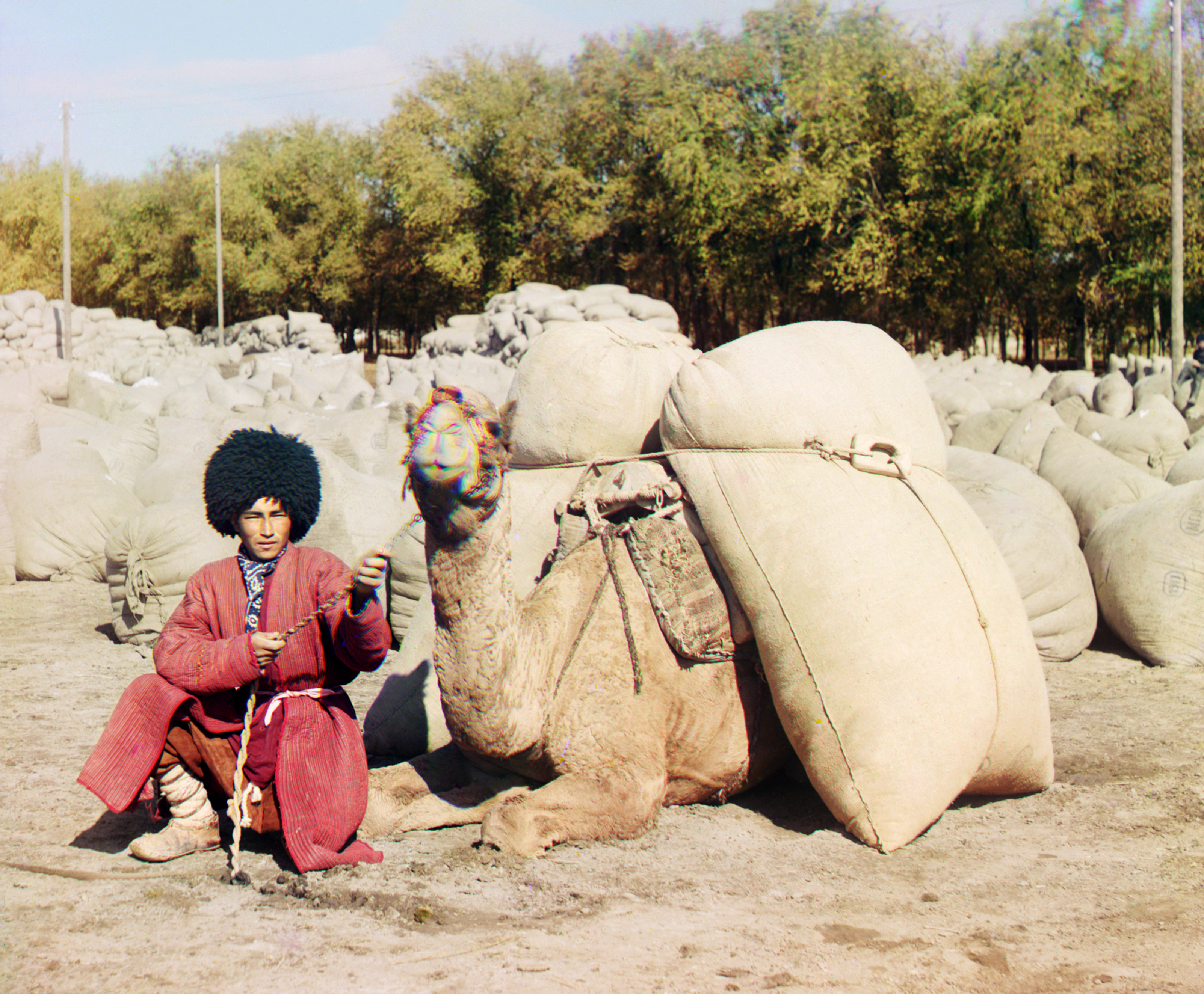
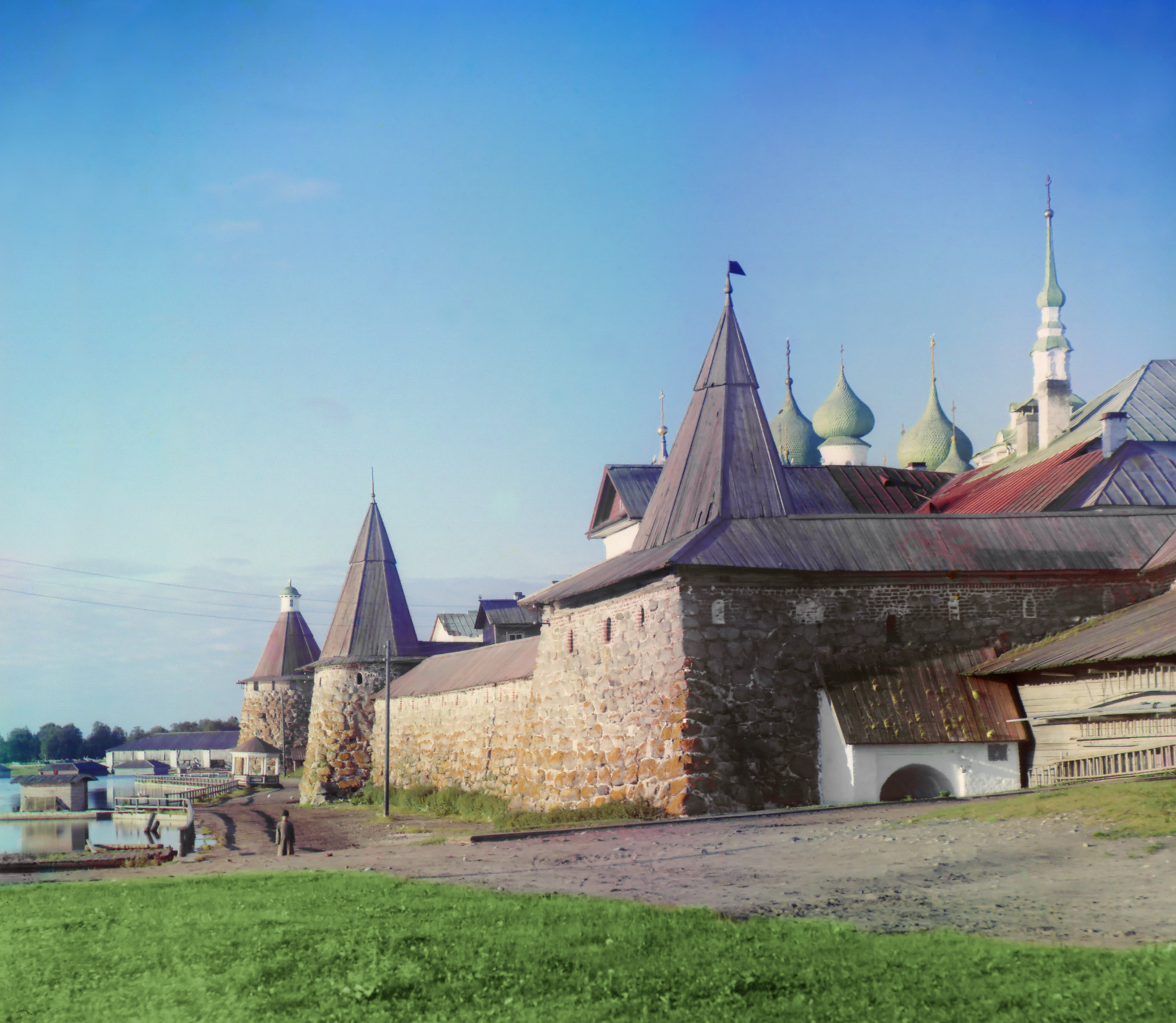
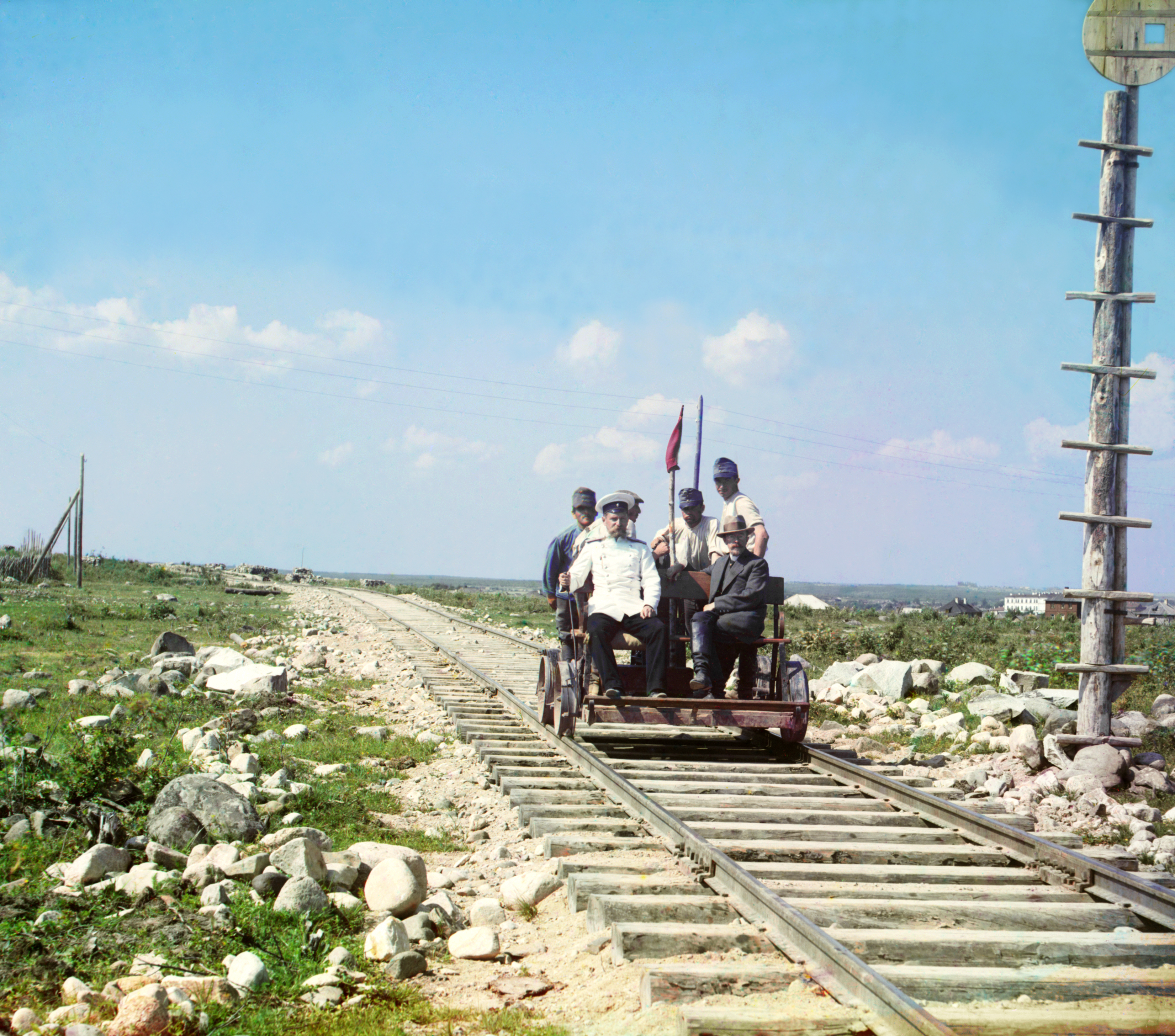